# 京都鉄道博物館
京都鉄道博物館（きょうとてつどうはくぶつかん、英: Kyoto Railway Museum）は、京都府京都市下京区の梅小路公園内にある鉄道博物館である。2016年4月29日に開館した。
運営は西日本旅客鉄道（JR西日本）が公益財団法人交通文化振興財団に委託している。

## 施設概要
2014年（平成26年）4月6日に閉館した交通科学博物館の後継施設として、2015年（平成27年）8月30日に閉館した梅小路蒸気機関車館を拡張リニューアルする形で、2016年（平成28年）4月29日にグランドオープンした。旧交通科学博物館の収蔵物の一部と、旧梅小路蒸気機関車館の収蔵物を展示している。
京都鉄道博物館の開館工事にあたり、蒸気機関車の解体検査や修理に特化した専用検修庫(第2検修庫)を新設した。第2検修庫では、蒸気機関車を吊り上げることができるクレーンを設置し、作業風景を外から見学できるよう、施設の一部はガラス張りになっている。
全体で展示面積は約31,000 m2で、開館時点においては、鉄道博物館やリニア・鉄道館を面積・展示車両数で上回り、日本最大の鉄道博物館であったが、2018年7月の鉄道博物館の増床により、面積では日本最大の座を明け渡している。
当館の収蔵車両にはいわゆる「トップナンバー」と呼ばれる、製造第1号車が多く収蔵されているのも当館の特徴である。
また、梅小路蒸気機関車館時代から引き続き、構内施設の一部は車両基地（梅小路運転区）としての機能も保持している。また、営業線扱いの展示引き込み線には標識類も設置されている。
なお、「京都鉄道博物館」の名称は、JR東日本グループである東日本鉄道文化財団の登録商標となっている（第5696237号、第5696430号）。これは2007年に開業したさいたま市の「鉄道博物館」の名称を、同財団が先に商標登録していた（第4816677号、第4828417号）ためである。
2016年4月28日、イギリス国立鉄道博物館との姉妹提携継続調印式が行われた。
2016年10月14日にJR西日本の取組として日本鉄道賞大賞、2017年1月23日に関西元気文化圏賞大賞を受賞した。

## 収蔵車両
以下、収蔵されている施設別に記載。

### プロムナード

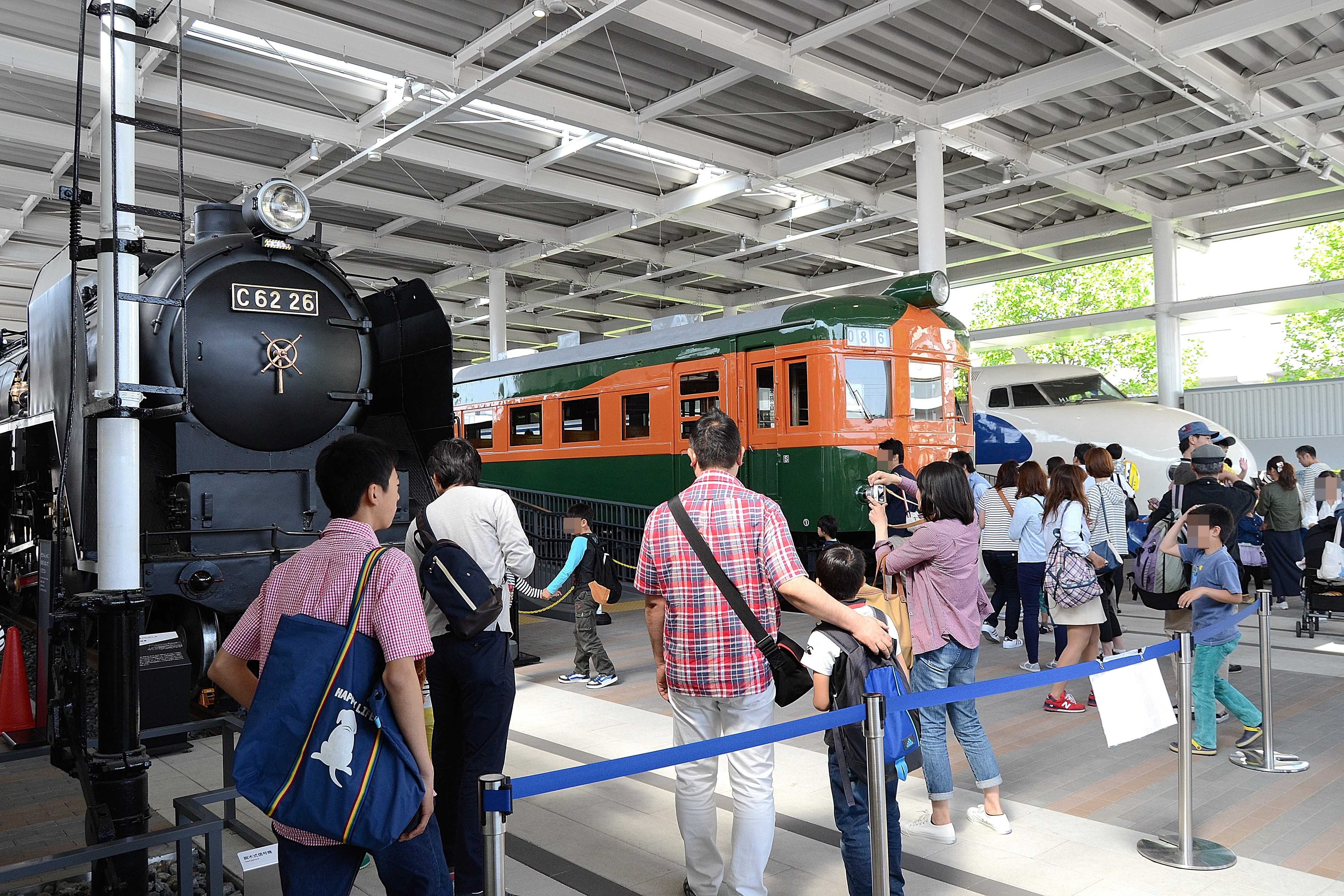
プロムナードの様子（エントランス側）

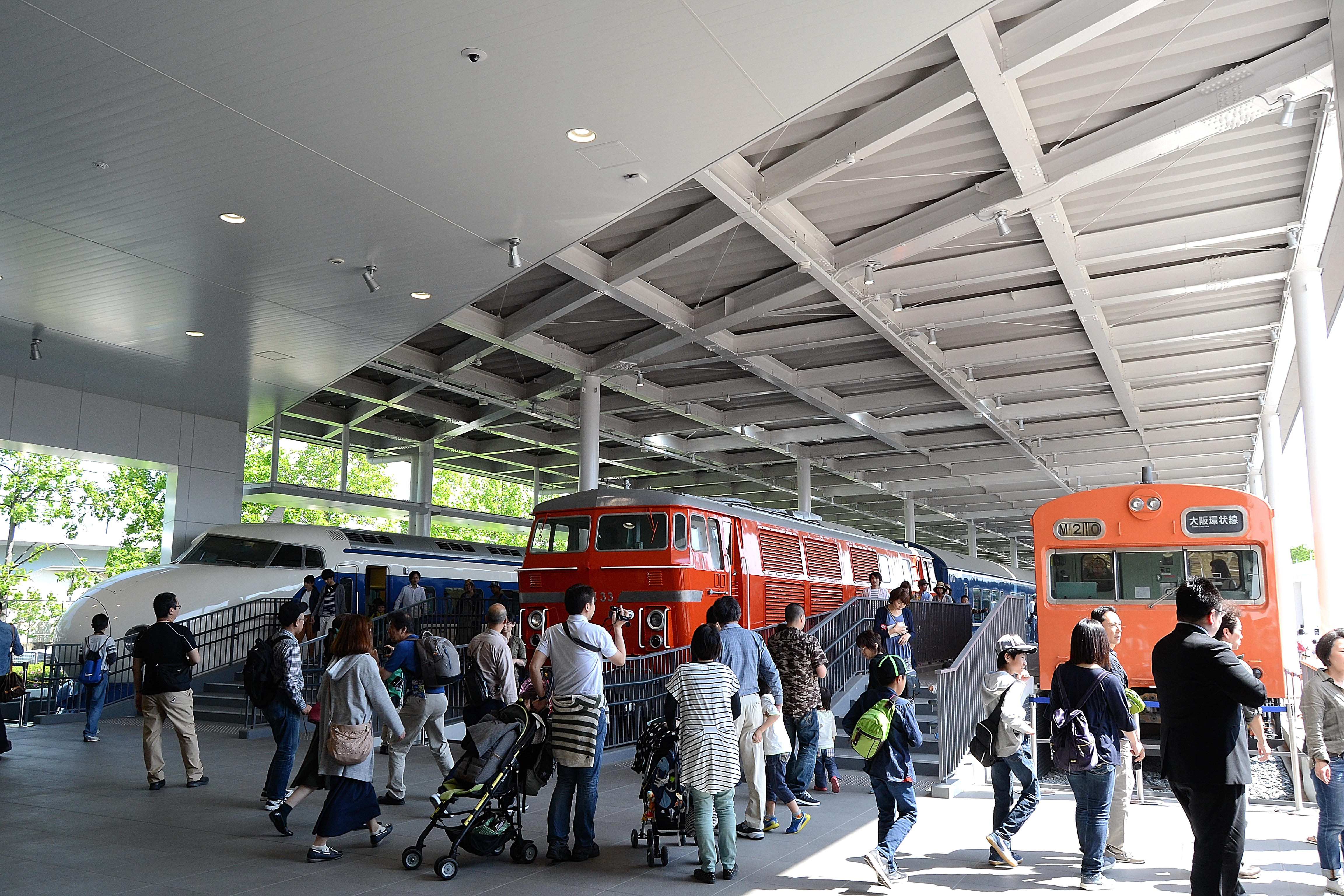
プロムナードの様子（本館側）

- C62形蒸気機関車26号機 - 1948年、川崎車輛製。

交通科学博物館から移転してきた機関車。
1966年に廃車後は、当時の交通科学館に搬入され交通科学博物館に至るまで静態保存されており、移転後も同様に静態保存されている。
- マロネフ59形二等A・B寝台緩急車1号車 - 1938年、鷹取工場製。

元はマイロネフ38形一等・二等寝台緩急車1号車で1955年7月の級制改正によりマロネフ59形となった。
1938年にマイロネフ37290形として製造されたのちの14号御料車と同形式車（マイロネフ37292）で、皇族専用車両として製造されたが複数の形式変更を経てマイロネフ38形1号車となる。
- スシ28形食堂車301号車 - 1933年、日本車輌製造製。

現役時代はスハシ38形三等食堂合造車102号車であったが、廃車後すぐに当時の交通科学館で食堂として使用するために三等客室部分も食堂スペースとして改造されており、その際に形式もスシ28形に変更され車番は架空の301号車とされた。交通科学館の開館時から後述のナシ20形が交通科学館に搬入保存されるまで食堂として利用されていた。
- クハ103形制御車1号車 - 1964年、日本車輌製造製。

103系通勤形電車の先頭車で、103系のトップナンバーのひとつである。
当初は山手線で運用され、1971年の京浜東北線転属を経て1976年から長年に渡り大阪環状線で活躍、2007年より阪和線で相方であるクハ103-2とともに運用されていた。2011年3月30日に廃車となり、廃車後は吹田総合車両所に保管されていた。京都鉄道博物館へ回送される際に阪和線のスカイブルーから大阪環状線のオレンジバーミリオンに塗装が変更された。前面と側面の方向幕は黒地に白文字で「大阪環状線」と表示されている。
展示当初から長らく車体のJRマークや前面の車体番号表記がなく、また前面方向幕は日根野電車区時代のものが装備された状態が続いていたが、2021年12月より開催された大阪環状線60周年記念企画展に合わせてこれらは整備され、現在はより大阪環状線時代（民営化後）に近い姿での展示となっている。
- クハ86形制御車001号車 - 1950年、日立製作所製。
- モハ80形電動車001号車 - 1950年、日立製作所製。

交通科学博物館から移転してきた80系長距離用電車の制御車および電動車で、京都鉄道博物館では2両を連結した状態でC62や0系と並んで展示される。
- ナシ20形食堂車24号車 - 1970年、日本車輌製造製。

交通科学博物館から移転してきた20系寝台客車の食堂車。側面に乗降用のドアがないため車内への出入りは車端部の貫通路から行うようになっている。
移転前の博物館で行っていた食堂車営業は軽食や弁当の提供に特化する形で、京都鉄道博物館でも同様に車内での営業が実施されている。
現在、側面方向幕には「はやぶさ」と号車番号の「5」が表示されている。
- DD54形ディーゼル機関車33号機 - 1971年、三菱重工業製。

交通科学博物館から移転してきた機関車で、移転前は交通科学博物館第2展示場で保存されていた。
2023年2月4日から2023年2月19日まで「ウメテツキッズ号」のヘッドマークが取り付けられていた。
- 21形制御電動車1号車 - 1964年、日本車輌製造製。
- 16形グリーン車1号車 - 1964年、日本車輌製造製。
- 35形普通ビュッフェ合造車1号車 - 1964年、日本車輌製造製。
- 22形制御電動車1号車 - 1964年、日本車輌製造製。

交通科学博物館から移転してきた0系新幹線電車の車両。移転前と同様、4両編成での展示となっている。
この内21-1・22-1・16-1は1964年3月に落成した1次車の先行製造車（C編成6両のうちの3両）で、同年8月に落成の2次車の35形トップナンバー車35-1とともに、2007年8月に機械遺産（11番）として認定されたものである。2008年10月にはJR西日本より鉄道記念物に、2009年10月には重要科学技術史資料（未来技術遺産）に指定された。
22-1の車内は座席が撤去されており、新幹線関連の展示が行われている。また、21-1の先頭部と運転台では撮影業者による記念撮影コーナーが営業されている。
2019年5月16日から7月15日の間は、企画展「鉄路を翔けた鳳凰〜お召列車と貴賓室〜」に関連して22-1のスカート部にお召列車仕様の装飾が施された。

### 本館

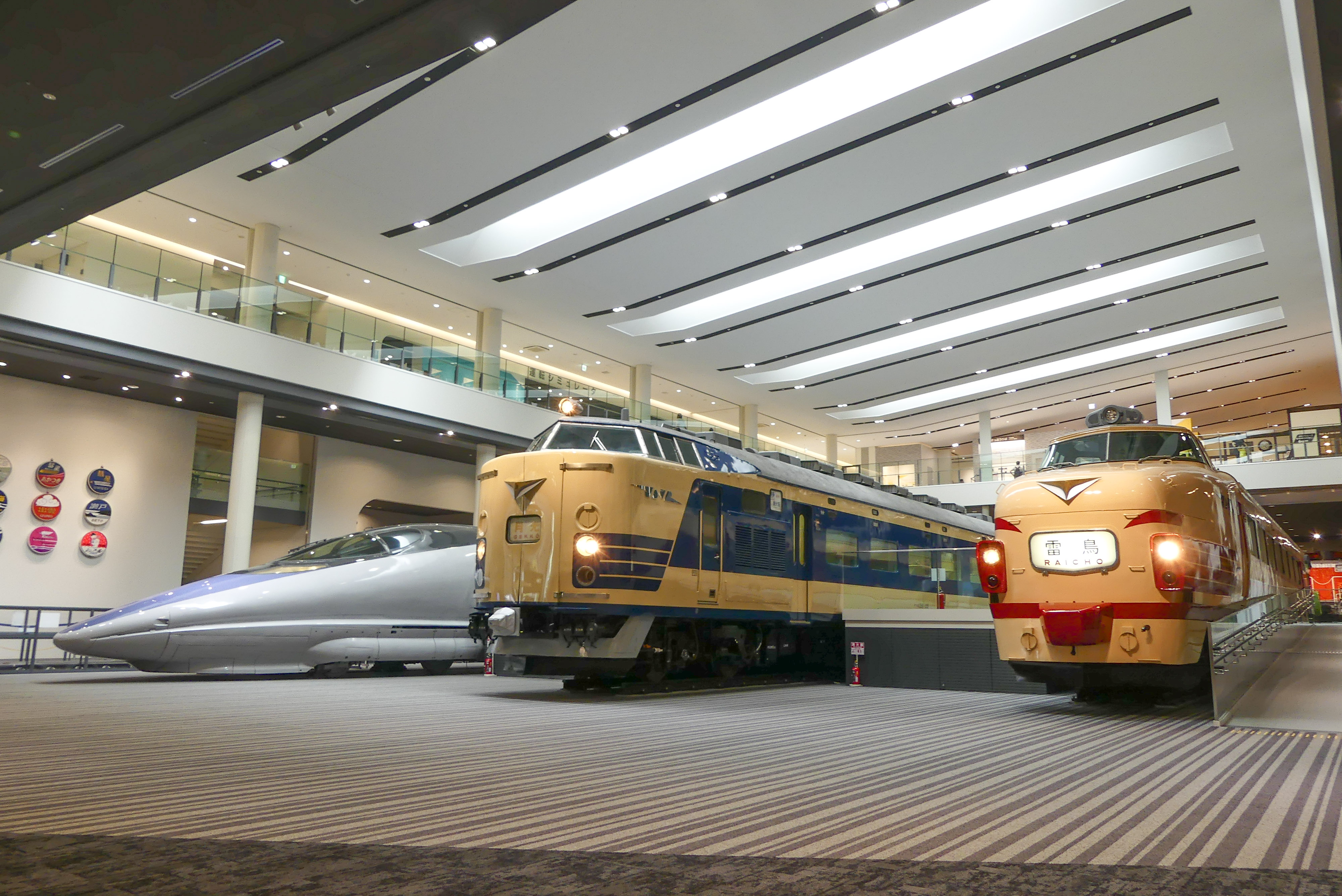
京都鉄道博物館本館内1階メインスペースの様子

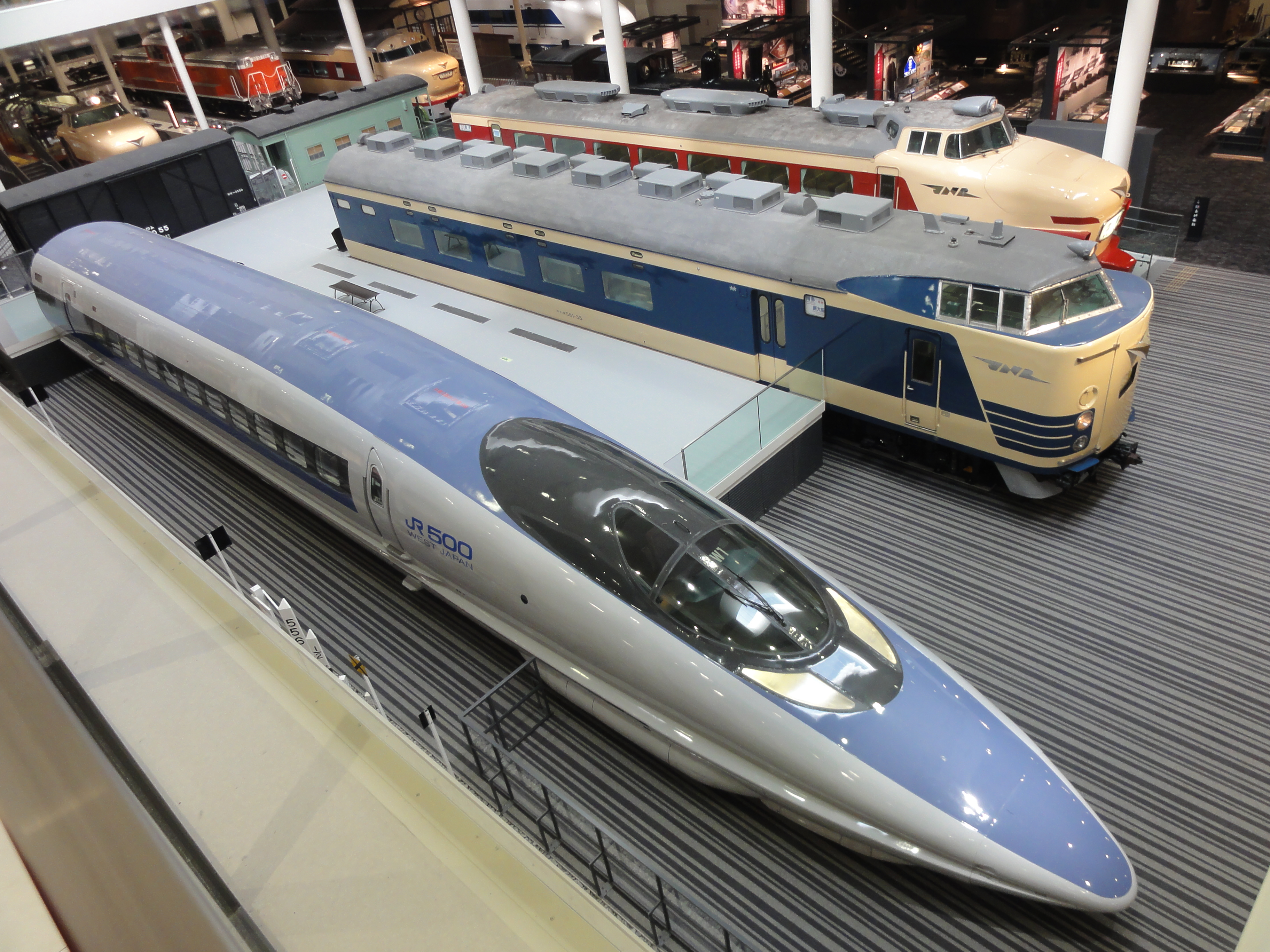
京都鉄道博物館本館内1階メインスペースを2階から見た様子

- 230形蒸気機関車233号機 - 1903年、汽車製造製。

1984年に準鉄道記念物に指定され、2004年に鉄道記念物に昇格した。2016年3月11日には国の重要文化財に指定された。初めて日本国内で量産された蒸気機関車である。
- 1800形蒸気機関車1801号機 - 1881年、英国キットソン社製。

交通科学館で屋外展示されていたが、1993年の屋内展示に変更された際に1800形になる以前の番号である40番に復元されている。明治中期の三等客車のカットモデルを連結している。
1965年に準鉄道記念物に指定され、2004年に鉄道記念物に昇格した。
- 521形制御電動車1号車 - 1996年、川崎重工業製。

500系新幹線電車W1編成の博多方先頭車。
廃車後に博多総合車両所で保管されていた車両で、後述の100系とともに博多総合車両所からこの博物館に収蔵された。
2018年2月24日から5月7日までは「500 TYPE EVA」仕様のラッピングが施された。
2020年2月22日から5月24日までは「ハローキティ新幹線」仕様のラッピングが施された。
2022年10月28日から2023年1月31日までは「500 TYPE EVA-02」仕様のラッピングが施された。
- クハネ581形制御寝台車35号車 - 1968年、日立製作所製。

581系（583系）特急形寝台電車の先頭車。
JR西日本吹田総合車両所京都支所に所属していたが、2015年2月17日付で車籍抹消となり収蔵された。
収蔵直後は「雷鳥」（イラスト入り）のヘッドマークを表示していたが、4月1日の報道関係者内覧会以降は「月光」（文字のみ）のヘッドマークとなっている。側面方向幕は「月光 博多 - 新大阪」と表示されている。
2017年12月7日から2018年1月29日までは「シャレー軽井沢」のヘッドマークが表示された。
2025年3月8日・2025年3月9日の10:50から13:00・14:30から17:00は「なは」のヘッドマークが表示された。
2025年3月8日・2025年3月9日の13:00から14:30は「有明」のヘッドマークが表示された。
- クハ489形制御車1号車 - 1971年、東急車輛製造製。

489系特急形電車の先頭車。
JR西日本金沢総合車両所に所属していたが、2015年2月13日付で車籍抹消となり収蔵された。
ヘッドマークは「雷鳥」（文字のみ）を表示。側面方向幕は「雷鳥 金沢」と表示されている。
2019年10月14日からは、投票企画で選定された白山色のラッピングが施されており2020年2月25日まで展示された。
白山色では期間限定で下記の通りにヘッドマークが掲出された。
2019年10月14日から2019年11月5日・2020年1月26日から2020年2月11日は「白山」のヘッドマークが取り付けられていた。
2019年11月7日から2019年11月26日は「北越」のヘッドマークが取り付けられていた。
2019年11月28日から2019年12月10日は「スーパー雷鳥」のヘッドマークが取り付けられていた。
2019年12月12日から2019年12月29日は「シュプール」のヘッドマークが取り付けられていた。
2020年1月2日から2020年1月25日は「雷鳥」のヘッドマークが取り付けられていた。
2020年2月13日から2020年2月25日は「はくたか」のヘッドマークが取り付けられていた。
国鉄色では期間限定で下記の通りにヘッドマークが掲出された。
2024年10月1日から2024年10月22日は「雷鳥」のヘッドマークが取り付けられていた。
2024年10月24日から2024年11月12日は「しらさぎ」のヘッドマークが取り付けられていた。
2024年11月14日から2024年12月2日は「北越」のヘッドマークが取り付けられていた。
2024年12月6日から2024年12月25日は「スーパー雷鳥」のヘッドマークが取り付けられていた。
2024年12月26日から2025年1月13日は「能登」のヘッドマークが取り付けられていた。
2025年1月16日から2025年2月4日は「はくたか(赤地)」のヘッドマークが取り付けられていた。
2025年2月6日から2025年2月25日は「白山」のヘッドマークが取り付けられていた。
2025年2月27日から2025年3月7日・2025年3月10日から3月18日は「あさま」のヘッドマークが取り付けられていた。
- EF52形電気機関車1号機 - 1928年、日立製作所製。

1973年に廃車後、奈良運転所の扇形庫で保管された後、当時の交通科学館にて静態保存された。1978年に準鉄道記念物に指定され、2004年に鉄道記念物に昇格した。
- ワム3500形有蓋車7055号車 - 1917年、日本車輌製造製。

当時はJR西日本社員研修センターに保管されていた。
京都鉄道博物館ではヨ5000形ヨ5008号車と連結した状態で展示されている。
また、展示されている線路はカーリターダーとなっている。
- ヨ5000形車掌車5008号車 - 1959年、川崎車輛製。

当時は宇都宮貨物ターミナルにて保存されていたが、2015年3月1日に京都に移された。
移転に際して塗装はコンテナ特急「たから」号時代に戻され、電照式の「たから」号のテールマークが設置されている。
- EF66形電気機関車35号機 - 1974年、川崎重工業・東洋電機製造製。

さいたま市の鉄道博物館に保存展示されている11号機と同じく、JR貨物で活躍したのちに展示用として後述のDD51とともにJR西日本に譲渡された機関車で、その後の譲渡回送後の整備で冷房装置を撤去し、国鉄塗装に変更されている。
京都鉄道博物館では床下を見られるようにした嵩上げ展示となる。
2015年1月4・5日限定でDD51とともに扇形庫で展示された。
2016年10月8日から2017年12月5日までは「富士」のヘッドマークが取り付けられていた。
2017年12月7日から2018年1月29日までは前後に「さくら」と「富士（赤富士）」のヘッドマークが取り付けられていた。
2018年1月30日から2019年9月上旬頃までは「さくら」のヘッドマークが取り付けられていた。
2022年7月1日から2022年7月18日までは「はやぶさ」のヘッドマークが取り付けられていた。
- DD51形ディーゼル機関車756号機 - 1972年、日立製作所製。

JR貨物から譲渡された車両で、前述のEF66とともに京都鉄道博物館では床下を見られるようにした嵩上げ展示となる。
2016年10月8日から2019年9月上旬頃までは「出雲」のヘッドマークが取り付けられていた。
- キハ81形制御気動車3号車 - 1960年、近畿車輛製。1986年、準鉄道記念物指定。

キハ80系特急形気動車のボンネット型先頭車。
交通科学博物館からの移転車両で、今回の移転整備で先頭のボンネット部分が開くようになった。
ヘッドマークの電照部分に国鉄時代とは異なる字体の平仮名およびローマ字で「くろしお（KUROSHIO）」と表示されている点は交通科学博物館時代から変わらず。
- 122形制御電動車5003号車 - 1989年、日立製作所製。

100系新幹線電車の東京方先頭車。元はJR西日本のV編成「グランドひかり」に使用されていた100系3000番台の122形3003号車だったが、短編成化改造された際に元番号に2000が加算され5003号車となり、K54編成として100系完全退役まで使用された。
廃車後に博多総合車両所で保管されていた車両で、前述の500系とともに博多総合車両所からこの博物館に収蔵された。

### トワイライトプラザ

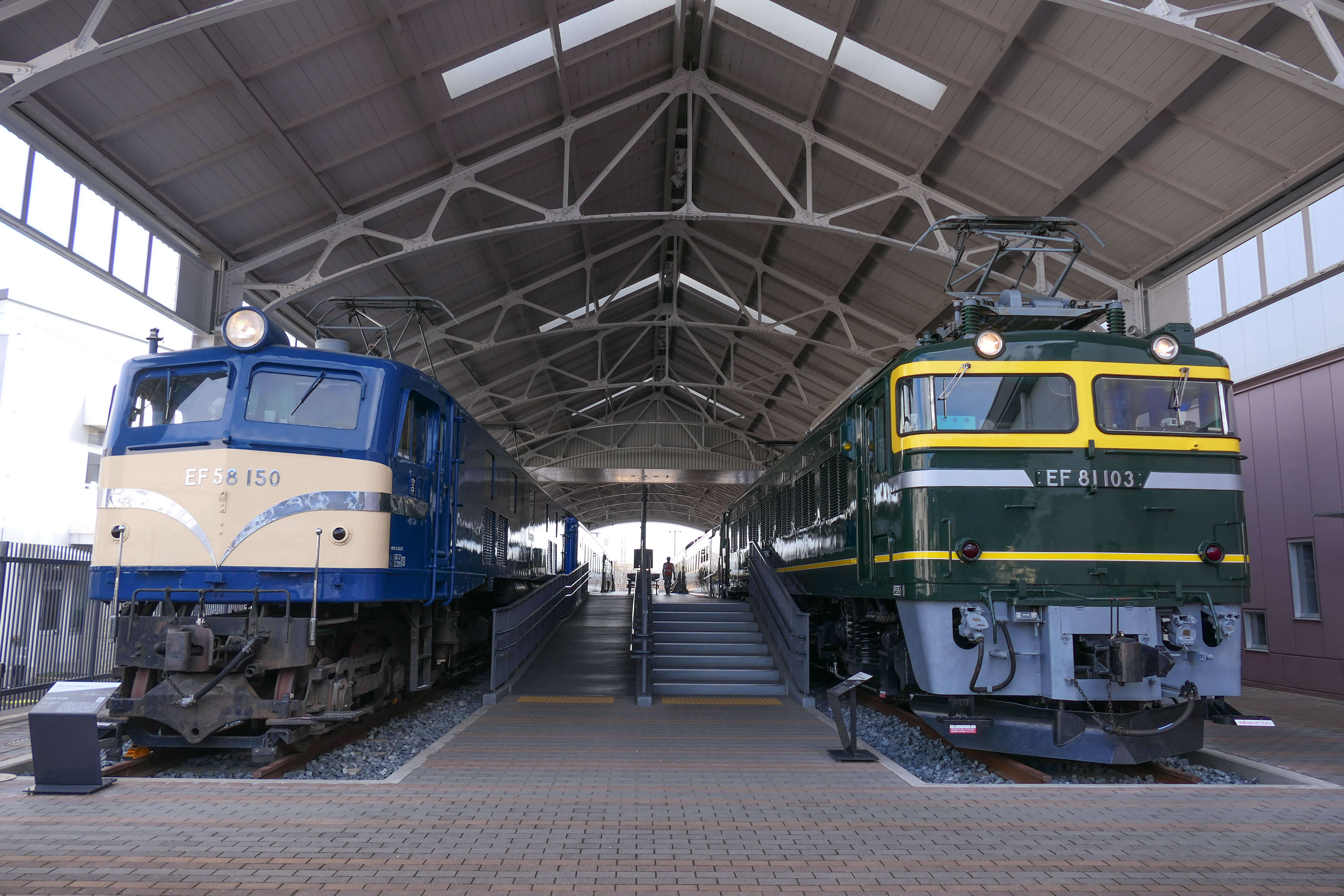
トワイライトプラザに展示されるEF58形とEF81形

- EF58形電気機関車150号機 - 1958年、東京芝浦電気製。

1985年に運用を離脱、廃車になったが翌1986年に車籍が復活し、そのままJR西日本へ承継され、様々なイベント列車を牽引してきたが、2009年を最後に本線での自力走行実績がないまま2011年10月31日付で車籍抹消となった。
その後当館への保存が決まり、後述のオロネ24とEF65とともに2015年3月20日の深夜に京都鉄道博物館へ回送された。
当館での展示に際し、ぶどう色から一般色に塗装が戻されている。
期間限定でヘッドマークが特別に掲出される事が有る。
2016年10月8日から2017年1月31日まで「あさかぜ」のヘッドマークが取り付けられていた。
2022年10月14日から2022年10月30日まで「鉄道開業150周年記念」のヘッドマークが取り付けられていた。
2023年2月4日から2023年2月19日まで「ウメテツキッズ号」のヘッドマークが取り付けられていた。
2025年3月20日から2025年3月23日まで「サロンカーなにわ」のヘッドマークが取り付けられていた。
- オロネ24形A寝台車4号車 - 1973年、日本車輌製造製。

かつて「日本海」で使用されていた24系寝台客車のA寝台車で、JR東日本（青森車両センター配置）から譲渡された。側面方向幕は「日本海 青森」と表示されている。
- EF65形電気機関車1号機 - 1965年、川崎車輛製。

長らく宮原総合運転所（現・網干総合車両所宮原支所）で保存されていた機関車で、2015年3月20日の深夜に京都鉄道博物館へ回送された。
- EF81形電気機関車103号機 - 1974年、日立製作所製。

トワイライトエクスプレス牽引車専用塗装。2015年4月30日付で廃車。
期間限定でヘッドマークが特別に掲出される事が有る。
下記の日程で「トワイライトエクスプレス」のヘッドマークが取り付けられていた。
2016年10月8日から2017年1月31日
2018年5月12日から2018年5月13日
2022年10月28日から2022年10月30日
2023年6月16日から2023年6月18日
2023年6月23日から2023年6月25日

トワイライトエクスプレス関連のイベントが開催される日、貸切・ウエディング撮影・マスコミ取材の際にも掲出される傾向が顕著に見られる。
2017年2月2日から2017年3月31日までは「京の冬の旅50回記念号」のヘッドマークが取り付けられていた。
2017年12月7日から2018年1月29日までは「シュプールトワイライト信越」のヘッドマークが取り付けられていた。
2023年2月4日から2023年2月19日まで「ウメテツキッズ号」のヘッドマークが取り付けられていた。
2025年3月20日から2025年3月23日まで「サロンカーなにわ(40周年記念)」のヘッドマークが取り付けられていた。
- 24系「トワイライトエクスプレス」改造車

2両とも2015年4月30日付で廃車。
黄色帯やロゴマークが一切ない状態で博物館に搬入されたが、のちに現役時代と同じ帯とロゴが貼られた。また、車両番号表記がリニューアル後のゴナ・新ゴからすみ丸ゴシックに戻されている。
- - スシ24形食堂車1号車 - 1972年、近畿車輛製。

トワイライトエクスプレス第1編成の食堂車。
- - スロネフ25形A寝台緩急車501号車 - 1975年、富士重工業製。

トワイライトエクスプレス第1編成のA個室寝台車。

### 扇形車庫

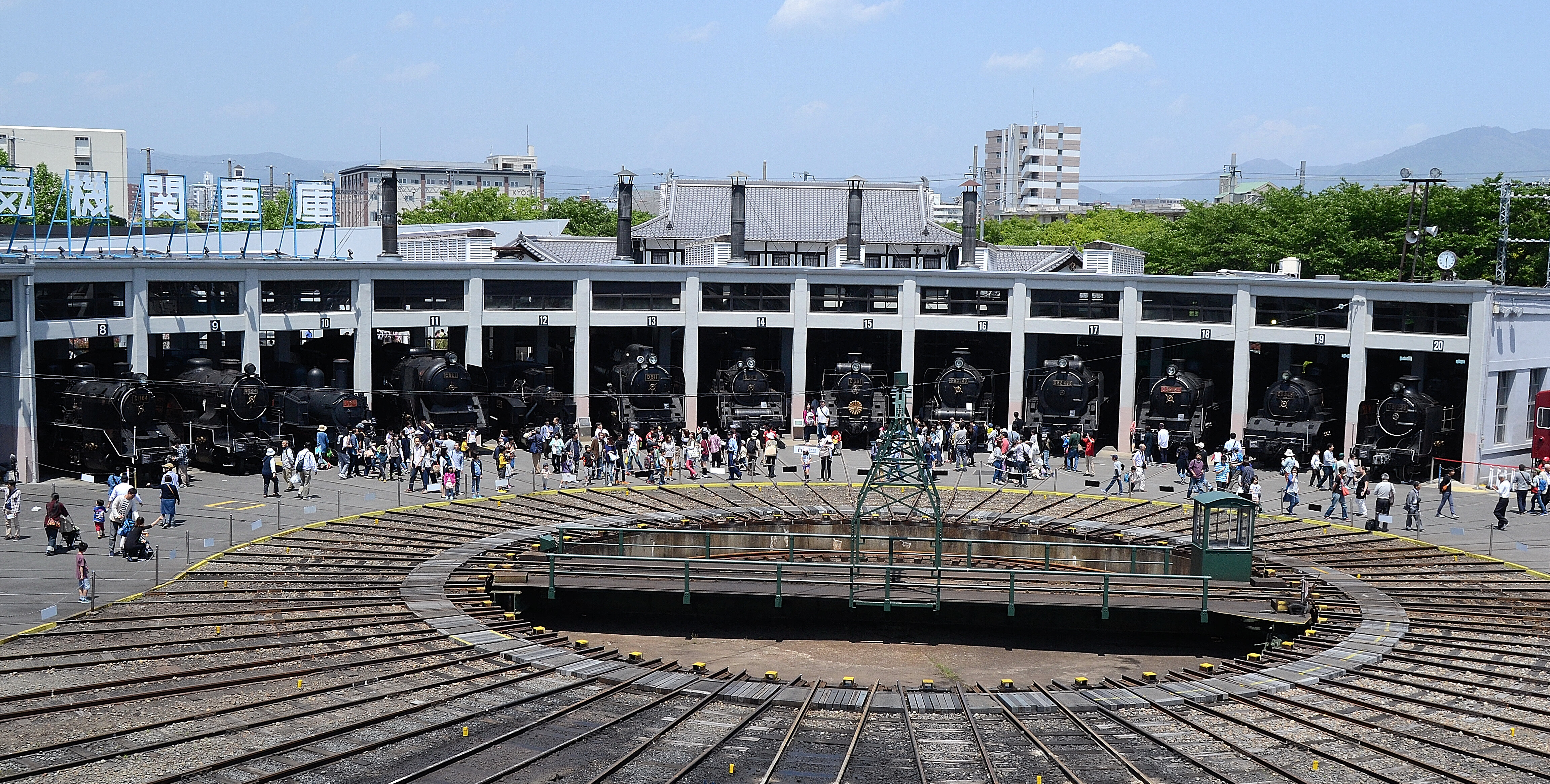
扇形車庫と転車台

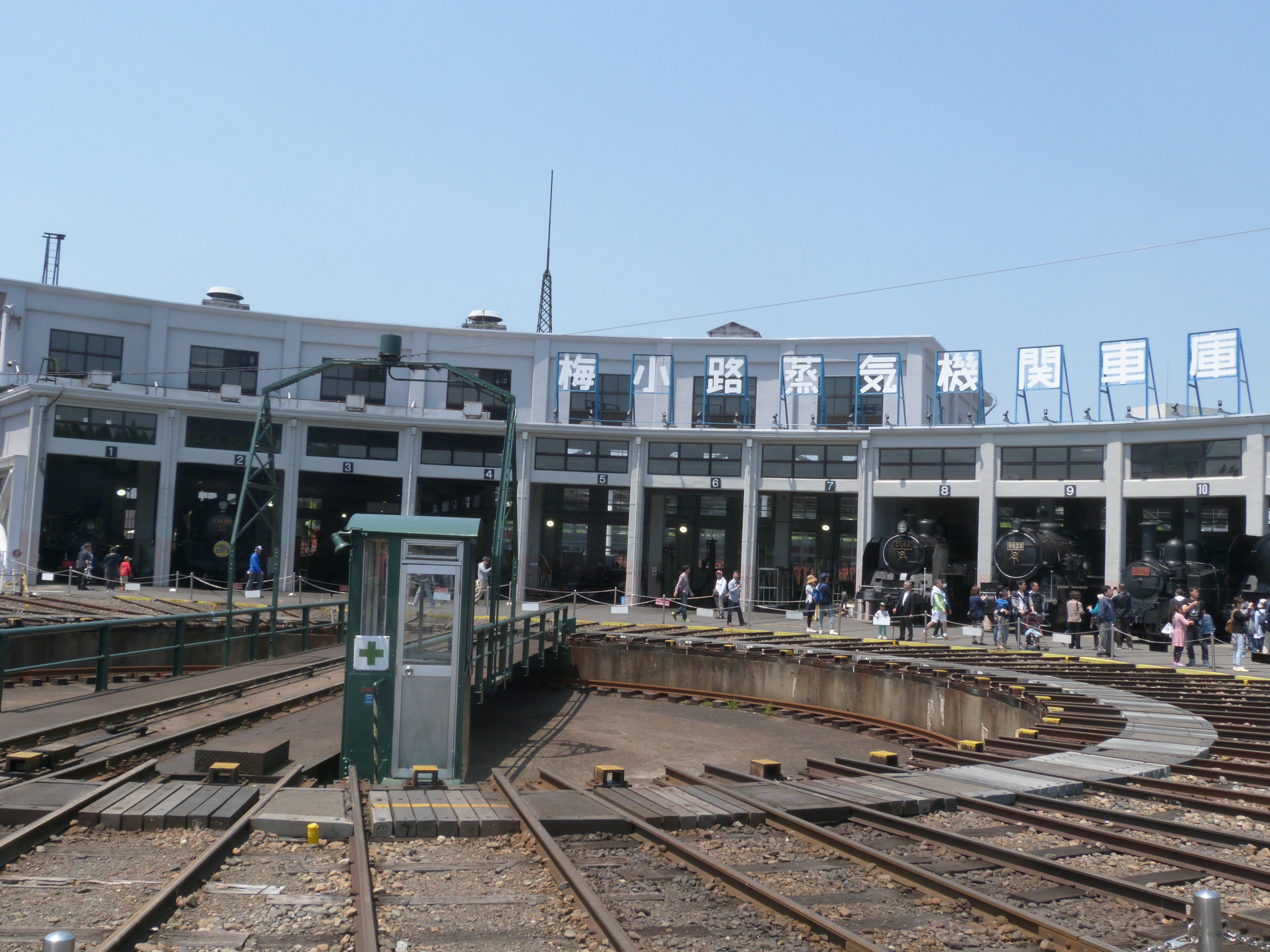
別角度から

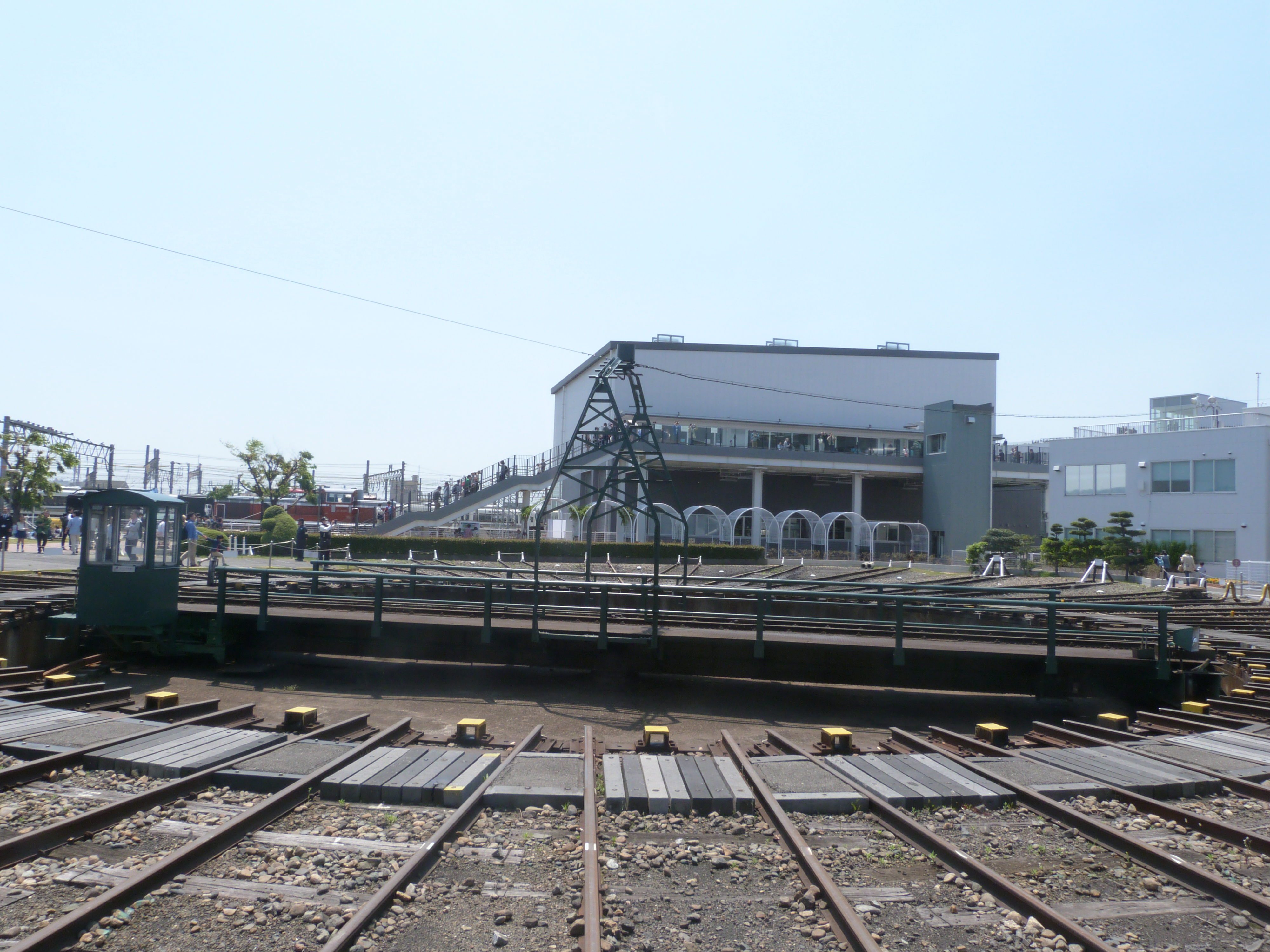
扇形車庫側から見た転車台。向かいに見える建屋は第2検修庫。

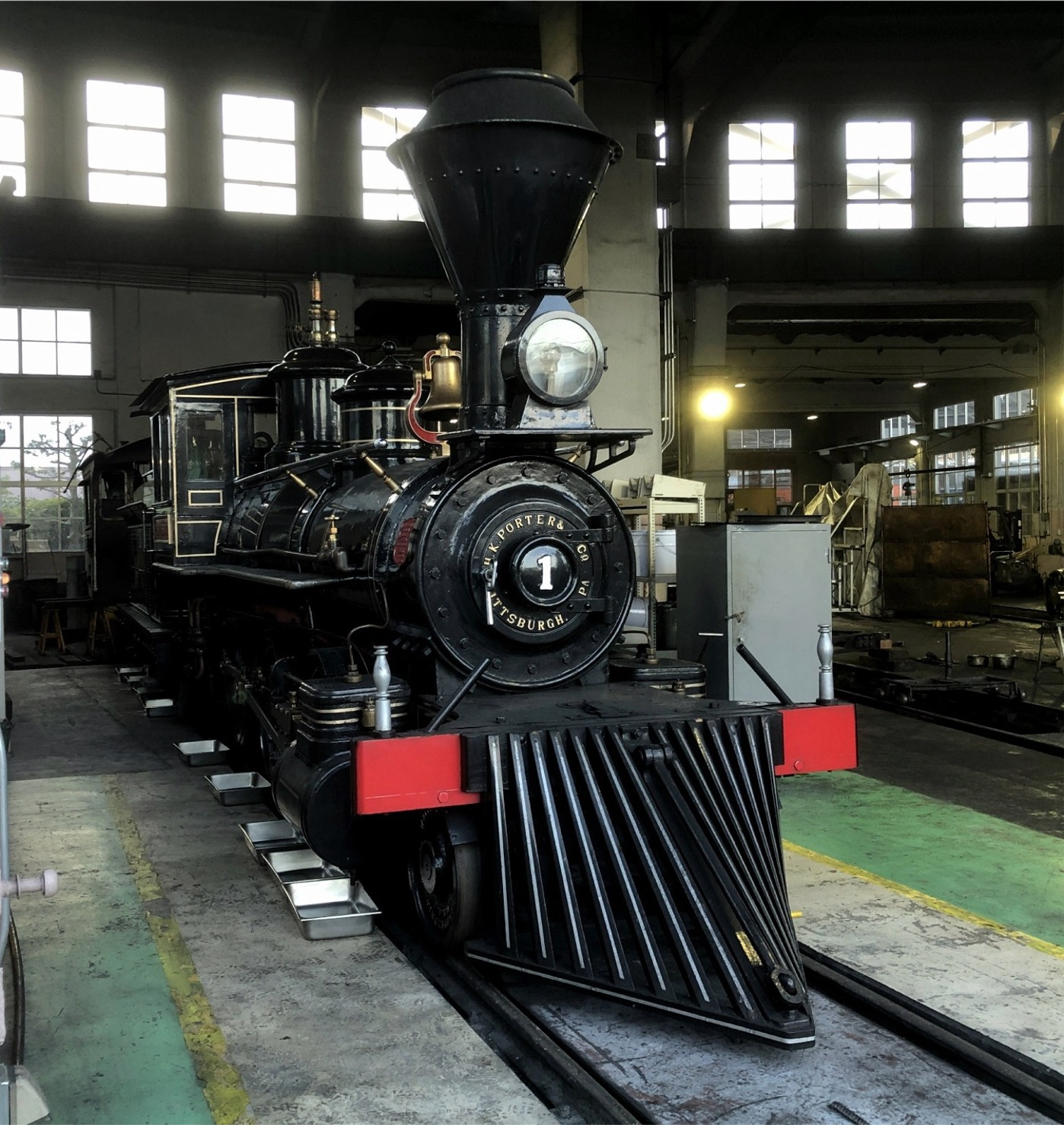
7100形蒸気機関車 義経号

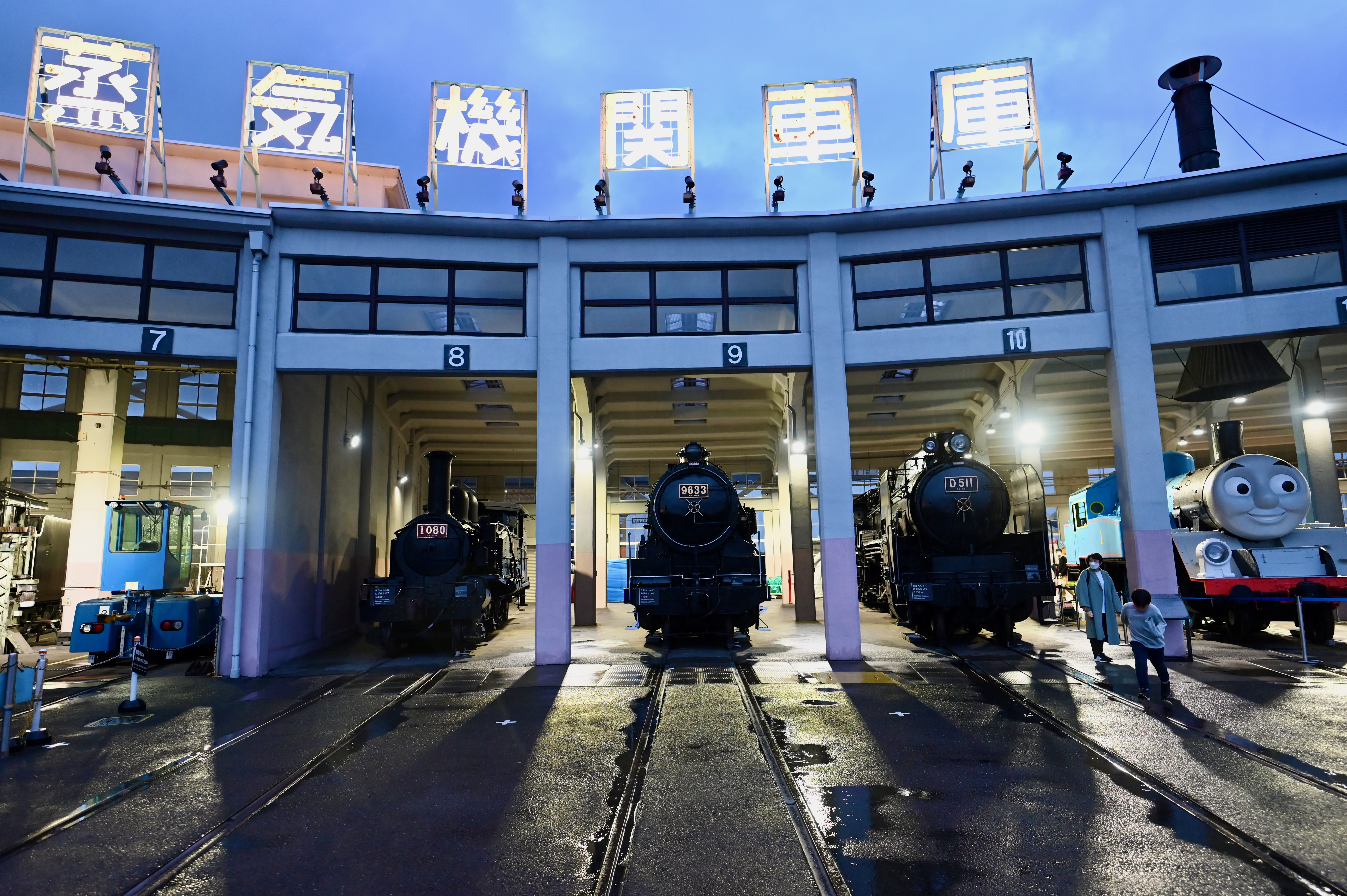
きかんしゃトーマス仕様のC11形蒸気機関車が右端に見える。

扇形車庫は1914年（大正3年）に建設された鉄筋コンクリート造の車庫であり、2004年（平成16年）に国の重要文化財指定ならびに土木学会選奨土木遺産に選奨されている。また、2006年（平成18年）にはJR西日本が指定する準鉄道記念物となり、2019年（令和元年）には日本機械学会により機械遺産に認定された。
車庫上部に設置されている「梅小路蒸気機関車庫」の看板の「庫」の文字は、京都鉄道博物館としてリニューアルするにあたり、2015年12月頃に「館」の字から改められたものである。
扇形車庫1番から7番までは動態保存車、8番から20番までは静態保存車の収蔵となっているが、動態保存車エリアは梅小路運転区の現役で使用される車両整備施設で、中でも本線運転機については当施設に不在の時があり、静態保存車エリアについても展示の都合上、車両配置図の通りになっていない。大半の車両が、1972年に前所属機関区から現役車両として、梅小路機関区への転属手続きが行われた。
収蔵車両は、2006年10月14日、施設・車歴簿・保守用工具等とともに群として準鉄道記念物に指定された（ただし、広島鉄道学園展示当時の1976年に準鉄道記念物指定されたC62形1号機、交通科学博物館当時の2004年に鉄道記念物に指定され、その後京都鉄道博物館に移設した7105号機（義経号）、梅小路蒸気機関車館の車両が準鉄道記念物に指定された後の2009年に収蔵された日鉄鉱業から譲渡された1080号機を除く）。
- 1070形蒸気機関車1080号機 - 1902年、英国ダブス製。

1926年、大宮工場にて改造された。1979年、日鉄鉱業羽鶴専用線で廃車。2009年9月14日に日鉄鉱業からJR西日本へ譲渡され、梅小路蒸気機関車館にて静態保存。
- 7100形蒸気機関車7105号機 - 1880年、米国H.K.ポーター製。

「義経」号の通称で知られる。1923年、車籍抹消。1963年10月、準鉄道記念物に指定、その後2004年に鉄道記念物に昇格。2014年4月に閉館した交通科学博物館から梅小路蒸気機関車館へ移設。2014年10月10日、梅小路運転区100周年を記念して17年ぶりに動態復元され、梅小路蒸気機関車館時代は「SLスチーム号」を牽引した実績があるが、京都鉄道博物館となって以降はその実績がなく、時折機能保全のために単機で構内を走行する姿が見られる。
2019年3月頃にヘッドマークステーが設置され、ヘッドマークの掲出が可能になった。同年4月末頃から5月にかけて、改元を記念し「平成」や「令和」のヘッドマークが掲出された。
- 8620形蒸気機関車8630号機 - 1914年、汽車製造製。

8620形の11号機。1972年9月、弘前運転区より転入。1979年に車籍抹消（有火保存）となった。以後、車籍はないものの動態保存されており、「SLスチーム号」の牽引機を担当している。
- 9600形蒸気機関車9633号機 - 1914年、川崎造船所製。

9600形の34号機。1972年9月、小樽築港機関区より転入。1979年3月に車籍抹消（有火保存）されたものの動態保存されていたが、1987年以降は静態保存されている。
- B20形蒸気機関車10号機 - 1946年、立山重工業製。

1972年9月、鹿児島機関区より転入。1979年に車籍抹消後は静態保存されていたが、2002年10月に梅小路蒸気機関車館開館30周年を記念して動態復元された。ただし「SLスチーム号」牽引機ではなく、時折機能保全のために単機で構内を走行する姿が見られる。
- C11形蒸気機関車64号機 - 1935年、川崎車輛製。

1972年、会津若松機関区より転入。1976年3月16日に山陰本線京都 - 丹波口間にて、高架化工事完成記念列車（京都 - 二条間）を牽引。1987年3月に車籍抹消され、静態保存。
2021年9月9日から2022年1月10日までの間は、企画展「きかんしゃトーマス in 京都鉄道博物館」の連動企画として、外観をきかんしゃトーマス仕様へ改造され展示していた。
- C51形蒸気機関車239号機 - 1927年、汽車製造製。

1962年、新潟機関区で廃車。1972年、新潟鉄道学園に教材として切開状態で保管されていた当機を長野工場で外観のみ復元した後、梅小路蒸気機関車館にて静態保存。2019年3月からは、お召列車牽引仕様へのお色直しが施され、前面への菊の紋章取付けや、デフレクターへの鳳凰の装飾が施された状態で展示されている。
- C53形蒸気機関車45号機 - 1928年、汽車製造製。

1950年、梅小路機関区にて廃車後、国鉄吹田教習所保管を経て1961年から交通科学館（のちの交通科学博物館）に保存され、以後静態保存。交通科学館入館に際し鷹取工場にて自走可能な状態に復元工事をされた。1972年10月10日、梅小路蒸気機関車館開館に際し、交通科学博物館より移設され静態保存。
2023年2月4日から2023年2月19日まで「ウメテツキッズ号」のヘッドマークが取り付けられていた。
- C55形蒸気機関車1号機 - 1935年、川崎車輛製。

1971年、旭川機関区より転入した。1979年3月に車籍抹消。
- C56形蒸気機関車160号機 - 1939年、川崎車輛製。

1972年9月に上諏訪機関区より転入。2018年8月から「SLスチーム号」の牽引機として動態保存されている。かつては本線運転機として主に「SL北びわこ号」「SLやまぐち号」に使用されたほか、過去には全国各地への出張運転の実績が多数。D51 200に本線運転機の座を譲り、2018年5月27日の「SL北びわこ号」を最後に本線運転を終了した。
「SL北びわこ号」の運行終了に併せて、2021年9月30日から10月4日までのSLスチーム号は、本機牽引で専用客車を12系客車2両に変更した特別編成で運行された。
- C57形蒸気機関車1号機 - 1937年、川崎車輛製。

1972年10月、新津機関区から佐倉機関区を経て梅小路機関区に転入。転入直後は1976年の「京阪100年号」の運転を除いて本線運転を行っておらず、構内運転に留まっていたが、本線上での動態保存が本格化した1979年8月から「SLやまぐち号」を牽引し、時折「SL北びわこ号」も牽引している本線運転機。
「SLやまぐち号」牽引機としての運転期間中は下関総合車両所新山口支所に常駐するため、収蔵車両でありながら当施設で見られる機会は中間検査・全般検査や修理を受ける時期に限られている。
なお、2020年10月以降は車両故障の影響もあって当施設での留置が続いている状態となっている。
- C58形蒸気機関車1号機 - 1938年、汽車製造製。

1975年、北見機関区より転入。C57 1とともに山口線で本線運転も行っていたが、1984年1月に本線運転を終了し、1987年3月に車籍抹消後以後は静態保存。
2019年2月頃まではお召仕様での展示であったが、前述のC51形239号機のお召仕様化の際に菊の紋章およびデフレクターの鳳凰装飾が取外された。なお、当機がお召列車を実際に牽引した実績は一度もない。
- C59形蒸気機関車164号機 - 1946年、日立製作所製。

糸崎機関区を経て、1972年9月、奈良運転所より転入し、1979年3月に車籍抹消。以後、静態保存。
- C61形蒸気機関車2号機 - 1948年、三菱重工業製。

1972年9月、宮崎機関区より転入。SL白鷺号の牽引など本線運転も担当した。1979年3月に車籍抹消（有火保存）されたが、1987年3月に車籍復活した。以後、梅小路運転区に車籍を有し、「SLスチーム号」の牽引機として動態保存されている。
2018年（平成30年）7月15日に［SLスチーム号］運行終了直後に手歯止めに乗り上げ前輪が脱線した。その事故以降、C61 2号機はSLスチーム号の牽引についていない（2024年3月現在）。
- C62形蒸気機関車1号機 - 1948年、日立製作所製。

1967年、広島第二機関区で廃車。1976年3月、準鉄道記念物に指定。広島鉄道学園に保管されていたが、1994年に梅小路蒸気機関車に移設され静態保存。
- C62形蒸気機関車2号機 - 1948年、日立製作所製。

1972年9月、小樽築港機関区より転入。SL白鷺号の牽引など本線運転も担当した。1979年3月に車籍抹消（有火保存）されたものの、1987年3月に車籍復活した。以後、梅小路運転区に車籍を有し、「SLスチーム号」の牽引機として動態保存されている。2024年1月8日に炭水車台車が脱線し、11日から17日は「SLスチーム号」が運休となったが、18日から C56形蒸気機関車160号機の牽引で運転を再開した。
- D50形蒸気機関車140号機 - 1925年、日立製作所製。

1971年、直方機関区より転入。1979年3月に車籍抹消。静態保存。
- D51形蒸気機関車1号機 - 1936年、川崎車輛製。

1972年、浜田機関区より転入。1972年11月から1973年11月までの間に東海道本線・関西本線・奈良線・草津線でSL運行を目的とした団体臨時列車を何度か牽引している。動態保存されていたが、1986年5月車籍抹消後は静態保存。
- D51形蒸気機関車200号機 - 1938年、鉄道省浜松工場製。

1972年10月、中津川機関区より転入。1979年に車籍抹消（有火保存）されたが、1987年に車籍復活し、梅小路運転区に所属。構内での展示運転に用いられてきたが、2014年から本線運転に向けた大規模修繕を受け、2017年から本線運転機となった。「SLやまぐち号」牽引機としての運転期間中は下関総合車両所新山口支所に常駐するため、収蔵車両でありながら当施設で見られる機会は中間検査・全般検査や修理を受ける時期のみに限られている。
- D52形蒸気機関車468号機 - 1946年、三菱重工業製。

D52形の最終号機。1973年、五稜郭機関区より転入し、休車状態のまま1979年3月に車籍抹消し、静態保存。

### 引込線

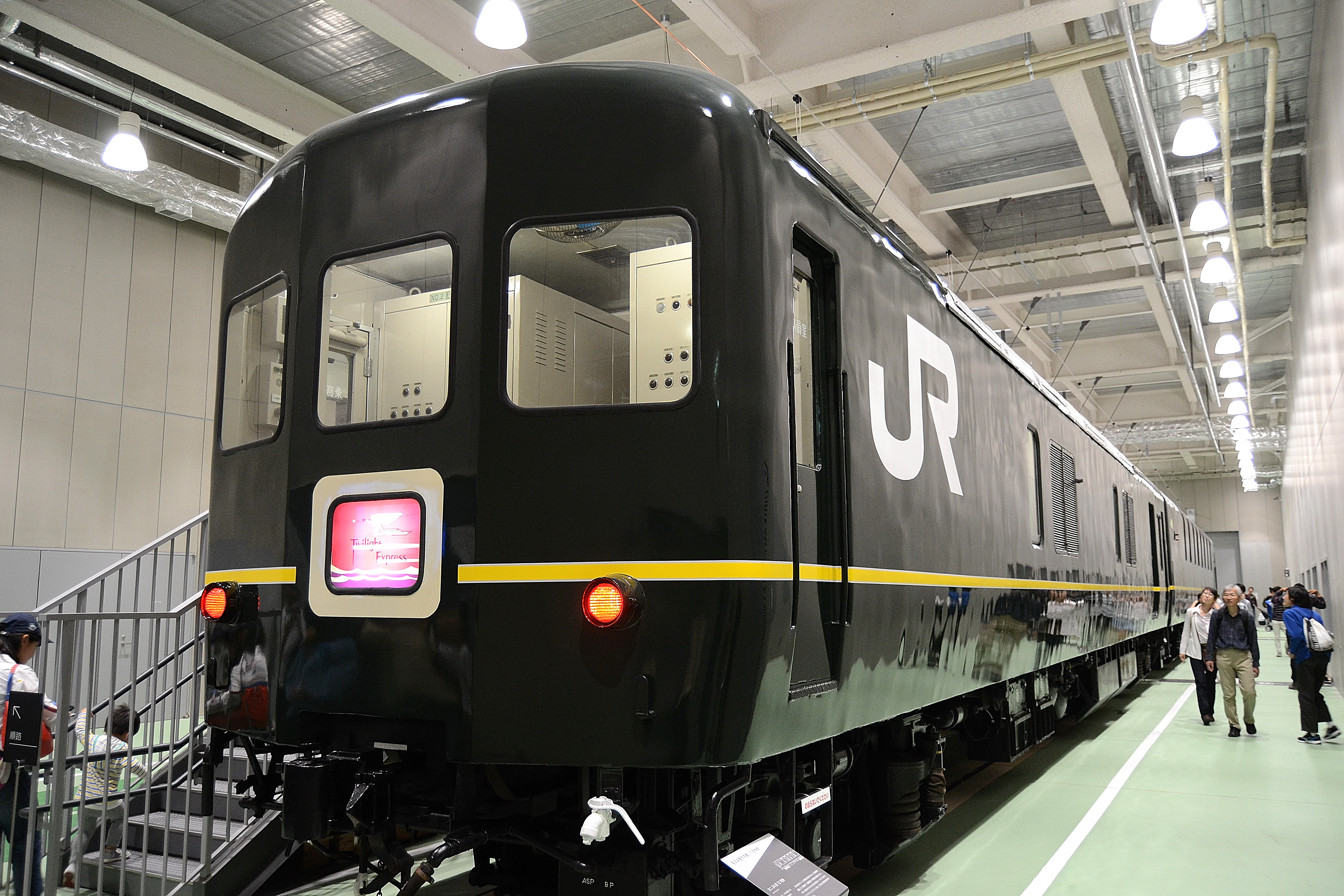
本館1階の引込線で展示されていたカニ24 12（手前）とオハ25 551（奥）

営業線と繋がっている施設で、法令上は営業線扱いであり線路終端標識など営業線としての標識類も整備されている。このため引込線を介して展示車両を入れ替えることが可能であり、期間を設けつつ現役で運行している車両なども展示できるようになっている。
本館1階とは車両工場の展示として一体化され、展示車両の屋根上も見学できるようになっている。2線敷設されている引込線のうち、壁側のスペースには展示用の架線が張られており、展示車両のパンタグラフ上昇を実演することも可能となっている。
通常は以下の4両（ただし、配置は変更される場合がある）が展示されている。特別展示の車両は後述する。
- オハ25 551 - 1977年、富士重工業製。
  - トワイライトエクスプレス第1編成のサロンカー。4月7日に網干総合車両所を出場して網干総合車両所宮原支所まで輸送され、4月13日深夜に京都鉄道博物館に向けて回送された。
  - 定期運行終了後の団体臨時列車「トワイライトエクスプレスで行く福井の旅」では2号車として運行されたため、車内の号車表示が定期運行時代の「4」から「2」に変更されている。
- オハ46 13 - 1955年、汽車製造製。
  - 2011年10月31日、宮原総合運転所にて除籍・廃車の後、梅小路蒸気機関車館にて静態保存。
- クハ117形制御車1号車 -1979年、川崎重工業製。
  - 117系近郊型電車のトップナンバー車。京阪神地区で主に「新快速」や「快速」として活躍した車両。国鉄色で保存されている。2022年5月の引退後、吹田総合車両所本所にて車籍を有したまま保管され、収蔵前日の2023年7月28日に除籍・廃車となり、翌7月29日から収蔵展示されている[広報 4]。同館に収蔵される前にも後述の特別展示で保存されたこともある。

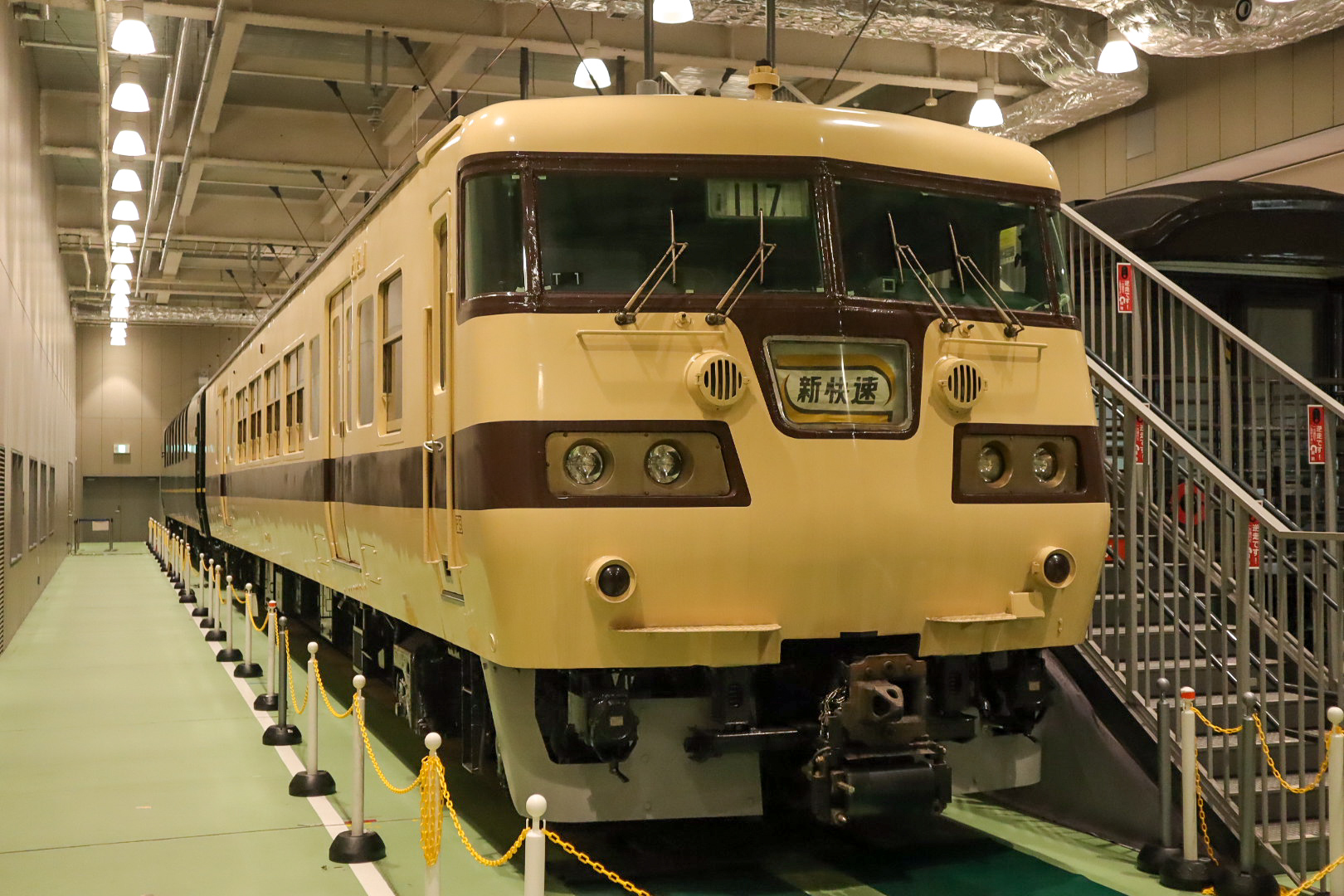
京都鉄道博物館にクハ117-1が展示されている様子

- マイテ49形客車2号車

かつてはマロテ49形2号車として交通科学館（のちの交通科学博物館）で静態保存されていた展望車。1987年に現在の車両番号として復籍しイベント列車などで使用されていたが、2009年（平成21年）8月15日を最後に運用を離脱していた。
2022年（令和4年）7月26日に、後述のオヤ31形客車31号車を網干総合車両所宮原支所から輸送する際、本車両を連結した状態で博物館内に入線。以降は常時展示されており、同年10月14日からは、正式に当館の収蔵車両となった。同館に収蔵される前にも後述の特別展示で保存されたこともある。

### 過去の展示車両
- カニ24 12 - 1975年、新潟鐵工所製。
  - トワイライトエクスプレス用の電源車。前述のオハ25とともに網干で整備を受けた後に、京都鉄道博物館に向けて回送された。
  - 引込線にてオハ25 551と共に連結された状態で展示されていたが、車体の老朽化や部品類の経年劣化に伴い、現行の展示方法で必要になる構内の入換作業等が難しくなってきたため、2023年6月27日を以って展示終了となった[広報 6]。

## 保存車両以外の展示内容

### SLスチーム号&展示運転線[8]

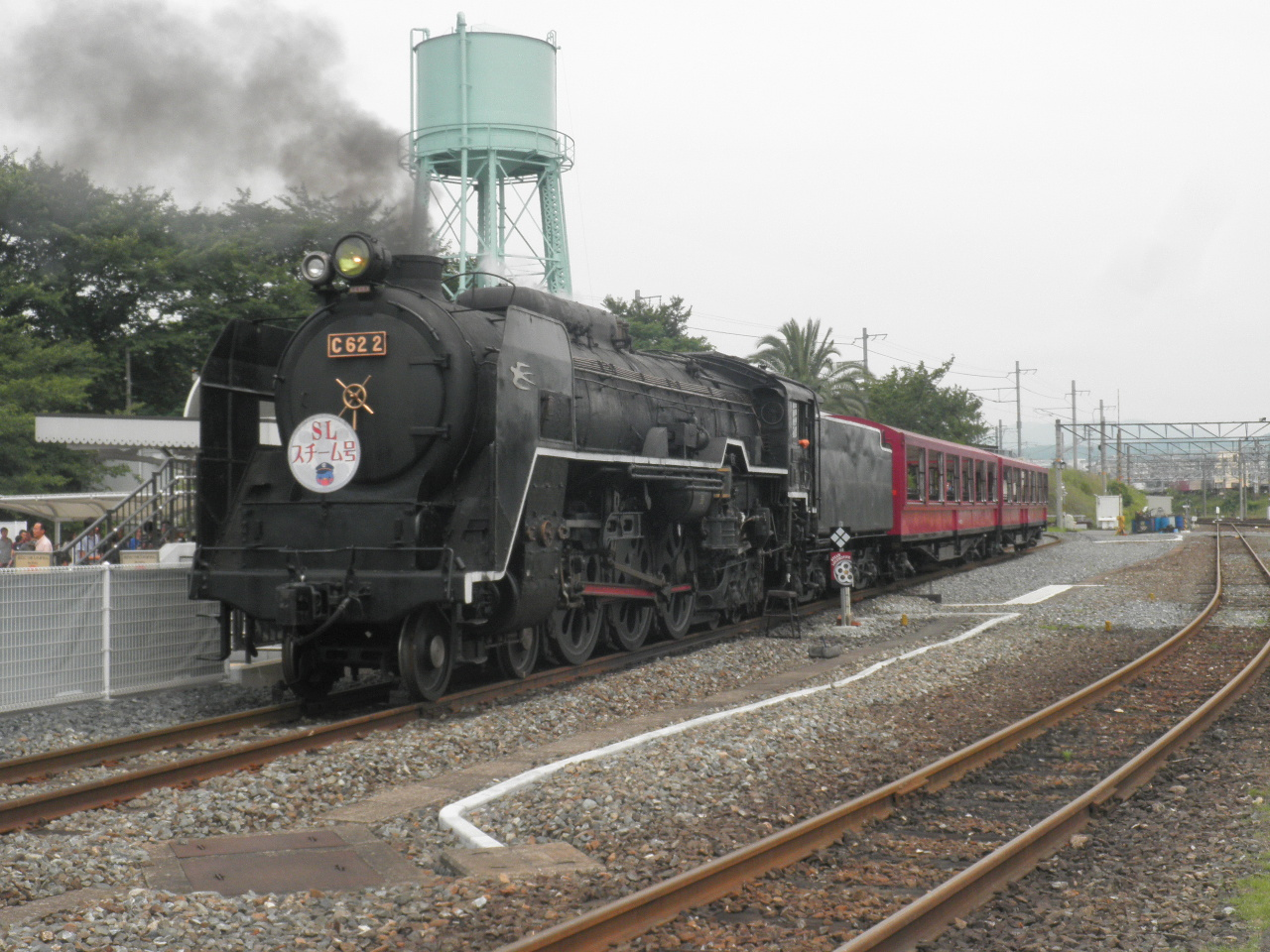
SLスチーム号

梅小路蒸気機関車館として営業していた頃から運転されている片道500 mの展示運転線を用いたSL列車で、蒸気機関車が今回の京都鉄道博物館開業に合わせて導入された専用客車2両（オハテ321-1・オハテフ310-1。詳しくは梅小路蒸気機関車館を参照）を牽引し、15 - 60分間隔で運転する。最終列車到着後に機関車と客車を切り離し、転車台回転や火床整理（灰落とし）・給炭・給水などの整備作業を行う光景が見られる。
牽引する機関車は日によって異なり、基本的に「SLスチーム号」指定牽引機（8630・C56 160・C61 2・C62 2）が「SLスチーム号」のヘッドマークを掲出して専用客車を牽引するが、「SLやまぐち号」・「SL北びわこ号」を牽引する本線運転機（C57 1・D51 200）が牽引することもある。過去には義経号（7100形）が牽引していたこともあった。
乗車には入館料とは別に、300円（一般・大学生・高校生）・100円（中学生・小学生・3歳以上の幼児）を必要とする。
イベントや特別企画では、専用客車以外の車両で運転される場合もある。2021年9月30日から10月5日までは、運行終了済みのSL北びわこ号の復刻企画として12系客車2両が使用された。
また、2022年10月6日から10月11日までは鉄道開業150年を記念して、12系客車（スハフ12 129）と収蔵予定車両のマイテ49形客車（マイテ49 ２）の計2両で「特別なSLスチーム号」として運転された。牽引機は、10月6日から10月9日および10月11日が8620形8630号機、10月10日がDE10形（DE10 1118）であった。なお、12系客車は通常のSLスチーム号料金で乗車できたが、マイテ49形の乗車には「アソビュー」で事前に発売された電子チケット（1,500円）が必要であった。。
2024年（令和6年）3月7日から3月12日まで12系客車でSLスチーム号が運行された。また3月8日にはDE10 1118が牽引を担当した。
2024年（令和6年）一月末から実施されていたSLスチーム号の専用客車2両（オハテ321-1・オハテフ310-1）の塗装変更が完了し、車体は旧型客車を思わせる塗装になった。

### SL第二検修庫
SLの解体検査に特化した専用検修庫で、京都鉄道博物館開館に際して新たに建設された。従来の機関車庫内にあった整備施設はその性質上（重要文化財の建物であるため）施設の拡張や設備の更新が困難で、ボイラーの運びだしには大型クレーン車二台を機関庫構内に持ち込む必要があった。このため重要部検査以上の検査をこの検修庫で実施し、交番検査などは従来通り扇形庫内の整備施設で実施する。
博物館来館者用のペデストリアンデッキが2階部分の窓に面しており、SL検修の作業風景を外から見学することが可能である。

### 引込線特別展示
上記の引込線収蔵の4両と入れ替わる形式で、一定期間展示される。下記の車両が展示されている間は、収蔵車両は屋外に留置される。特記なき限りJR西日本または京都鉄道博物館の車両であるが、JR西日本所属車両のみならずJR四国やJR東海といったJR他社、WILLER TRAINSや近江鉄道などJRグループ以外が運行する車両が展示される場合もある。展示実績は以下の通り。
2016年8月10・11日
- トレインプリウス
  - 京都トヨペットとコラボし、トレインマークをラッピングした試乗車。

2016年8月12・13日
- キヤ141系気動車（キヤ141-2・キクヤ141-2）

2016年8月14日 - 27日
- 7100形蒸気機関車（7105）
  - 扇形機関車庫から移動して展示。

2016年8月28日 - 9月6日
- マルチプルタイタンパー
- バラストスイーパ
- ドクターブルー

2017年3月7日
- レール探傷車

2017年4月21日 - 24日
- 105系電車（クモハ105-504・クハ104-504）
  - 主に和歌山線・きのくに線にて使用された車両。

2017年7月20日 - 25日
- 軌道モータカー（形式：MR0788）

2017年8月6日 - 19日
- JR貨物EF210形電気機関車（EF210-310）
- JR貨物コキ100系貨車（コキ107-1828）
  - コキ100には49A形コンテナ・19D形コンテナを積載。JR他社の現役車両の展示はこれが初。

2017年8月29日 - 9月5日
- マルチプルタイタンパー（形式：08-475）

2017年9月7日 - 10日
- キヤ143形気動車（キヤ143-1）

2017年11月3日 - 6日
- 103系電車（クハ103-843・クハ103-802）
  - 主に大阪環状線にて使用された車両。同線の開業30周年（802号車）および50周年（843号車）のヘッドマークを取り付けて展示。

2017年12月21日 - 26日
- 145系電車（クモル145-1015・クル144-15）

2018年1月20日 - 28日
- JR貨物EH800形電気機関車（EH800-11）
- JR貨物コキ100系貨車（コキ107-1941・コキ107-1940）
  - 1941には49A形コンテナと19D形コンテナ、1940にはUV19A形コンテナ500番台2個とISOタンクコンテナを積載。

2018年3月30日 - 4月2日
- C62形蒸気機関車（C62 1）
  - 扇形機関車庫から移動し、特急「はと」のヘッドマークを取り付けて展示。
  - マイテ49形客車（マイテ49 2）
  - 収蔵車両化以前、特急「はと」のテールマークを取り付けて展示。

2018年6月16・17日
- EF81形電気機関車（EF81 113）
  - オハ25 551と連結し、「トワイライトエクスプレス」のヘッドマークを取り付けて展示。

- 87系気動車（キイテ87-1・キサイネ86-1）

2018年8月22日 - 26日
- キヤ143形気動車（キヤ143-2）

2018年11月13日 - 12月2日
- ホキ800形貨車（ホキ1848・ホキ1850）
  - 11月23日 - 25日の3日間はホキ1848を使用し、バラストの積み込みおよび散布作業をゴムボールで実演している。

2018年12月22日 - 26日
- キハ40形気動車（キハ40 2007）
  - 「天空の城 竹田城跡号」車両。12月22日 - 25日の4日間は車内も特別に公開。

2019年1月19日 - 27日
- JR貨物EF64形電気機関車（EF64 1024）
  - 西日本豪雨による迂回列車仕様のラッピングおよび「がんばろう岡山･がんばろう広島」のヘッドマークを取り付けて展示。

- JR貨物コキ100系貨車（コキ104-1329・コキ107-580）
  - コキ104にはUR19A形コンテナ・20D形コンテナ2個・ISOタンクコンテナ、コキ107には20D形コンテナ・19D形コンテナ・19G形コンテナ・20G形コンテナを積載。

2019年2月2日 - 3月3日
- JR四国キハ185系気動車（キロ185-26）
- JR四国キクハ32形気動車（キクハ32 502）
  - 「瀬戸大橋アンパンマントロッコ」車両。JR旅客他社の車両の展示はこれが初。

2019年2月9日 - 11日
- 213系電車（クモロ213-7004・クロ212-7004）
  - 「La Malle de Bois」車両。「瀬戸大橋アンパンマントロッコ」と並べて展示された。

2019年3月27日 - 31日
- 227系電車（クモハ227-1018・クモハ226-1018）

2019年4月27日 - 5月7日
- C62形蒸気機関車（C62 1）
  - 扇形機関車庫から移動して展示。プラレール60周年のヘッドマークを取り付け、レールもプラレール風に装飾されて展示された。

2019年5月16日 - 5月20日
- 14系客車（オロ14 706・スロフ14 703）
  - 「サロンカーなにわ」車両。企画展「鉄路を翔けた鳳凰〜お召列車と貴賓室〜」との連動企画で、スロフ14形には2011年のお召し列車走行時に使用されたJR西日本のロゴマークが装着された。

2019年9月7日 - 9月12日
- キハ40形気動車（キハ40 2115）
  - 「境線鬼太郎列車」車両。

2019年11月16日 - 11月24日
- JR貨物EF200形電気機関車（EF200-2）
  - 引退記念ヘッドマークを掲出し展示。

- JR貨物シキ800形貨車（シキ800）
  - シキ800は日本通運所有の私有貨車であり、岡山県で最後となる大型変圧器輸送終了後に展示された。

2019年11月30日
- 阿佐海岸鉄道DMV93形気動車（DMV932「すだちの風」）
  - 引き込み線で鉄道モードからバスモードとなり、扇形車庫へ移動。その後、12月22日まで扇形車庫で展示。

2020年1月24日 - 26日
- 145系電車（クモル145-1015・クル144-15）

2020年1月30日 - 2月28日
- JR四国キハ185系気動車（キハ185-20）
- JR四国キクハ32形気動車（キクハ32-501）
  - 「志国高知 幕末維新号」車両。

2020年11月7日 - 11月10日
- 117系電車（クハ117-1・クハ116-1・モハ117-104・モハ116-104）
  - 新快速50周年を記念して、デビュー当時専用車両として登場した本系列を展示。
  - デビュー当時の行先表示をシールで再現した。

2020年12月19日 - 12月22日
- 443系電車（クモヤ443-2・クモヤ442-2）

2021年1月2日 - 1月4日
- 117系電車（クロ116-7016・モハ116-7032・モハ117-7032・クロ117-7016）
  - 「WEST EXPRESS 銀河」車両。グッズ付き入館券も発売された。

2021年2月20日 - 3月16日
- JR四国キハ185系気動車（キハ185-20）
- JR四国キクハ32形気動車（キクハ32-501）
  - 「藍よしのがわトロッコ」車両。

2021年6月25日 - 6月27日
- 北近畿タンゴ鉄道KTR700形気動車（707）
  - 「丹後くろまつ号」車両。

2021年6月25日 - 7月6日
- キハ47形気動車（キハ47-7003・キハ47-7004）
  - 「○○のはなし」車両。

2021年8月6日 - 18日
- 145系電車（クモル145-1015・クル144-15）
  - 同車最後の展示となり、引退記念ヘッドマークが掲出された。グッズ付き入館券の発売、初めてとなるパンタグラフ上昇実演、車内と荷台の見学（事前予約制）や荷台上でのコンサートも行われた。

2021年12月17日 - 21日
- 103系電車（クハ103-215・モハ103-458・モハ102-614・クハ103-216）
  - 大阪環状線開業60周年記念として特別展示。
  - 吹田総合車両所奈良支所所属のNS407編成。主に奈良線にて使用された車両である。
  - グッズ付き入館券、乗務員室を見学する車両解説ツアー付き入館券が発売された。

2022年1月4日 - 1月7日
- 117系電車（クロ116-7016・モハ116-7032・モハ117-7032・クロ117-7016）
  - 「WEST EXPRESS 銀河」車両。2度目の展示となる。

2022年1月21日 - 3月22日
- キハ47形気動車（キロ47-1401・キロ47-1402）
  - 初代「伊予灘ものがたり」車両。運行終了後、ラストランヘッドマークを取り付けた状態で輸送され展示。グッズ付き入館券も発売された。

2022年5月12日 - 5月17日
- 117系電車（クハ116-1・モハ116-1・モハ117-1・クハ117-1）
  - 同車2度目かつ最後の展示となり、引退記念ヘッドマークが掲出された。端末のAR技術でかつての新快速の塗色を再現できるブースが設けられた。また、グッズ付き入館券、117系運転台見学＆解説ツアーをセットにした入館券が発売された。
  - なお、クハ117-1はその後吹田総合車両所にて国鉄色に塗り直され、2023年7月29日に同館の収蔵車両となった。

2022年7月1日 - 7月18日
- 若桜鉄道WT3300形気動車「隼ラッピング列車」(WT3301)
  - グッズ付き入館券、「隼ラッピング列車」を背景に来場者のバイク「隼」の写真撮影ができる、バイクコラボ入館券が発売された。

2022年7月26日 - 8月14日
- オヤ31形客車31号車
  - 建築限界測定用試験車。8月12日 - 8月14日は、DE10 1118と連結した形で展示。グッズ付き入館券、車両貸切見学＆グッズ付き入館券が発売された。また、前述のマイテ49形2号車が展示に合わせて当館に輸送され、以降は扇型車庫（後に引込線に移動）の収蔵車両として保管されている。

2022年8月20日 - 8月28日
- JR貨物EF66形電気機関車（EF66-27）
- JR貨物EF65形電気機関車（EF65-2085）
  - EF66形は惜別ヘッドマークを、EF65形は最終全検記念ヘッドマーク掲出し展示。

- JR貨物コキ100系貨車（コキ104-1626・コキ107-161）
  - コキ107には20D形コンテナ5個を積載。

2022年9月19日 - 10月2日
- 多機能鉄道重機(零式人機 ver.2.0)
  - 9月19日、23-25日、10月1、2日に作業のデモンストレーションが行われた。

2022年11月3日 - 11月6日
- 115系電車（湘南色）（クハ115-410・モハ114-360・クモハ115-326）
  - クモハ115には、11月3日-5日は「鷲羽」、11月6日は「ひろしまCity電車」のヘッドマークを付けて展示。
  - 岡山電車区のD-27編成。クハ115とモハ114+クモハ115に分割して展示。
  - グッズ付き入館券、運転台見学＆グッズ付き入館券が発売された。
  - 岡山から京都へは夜行の団体専用列車として営業運転。岡山への返却は自力回送。

2022年11月19日 - 11月27日
- ベンツ・パテント・モトールヴァーゲン、メルセデス・ベンツ 170S カブリオレ、メルセデス・ベンツ・EQS 450+、メルセデス・ベンツ EQB 250
  - 同時にメルセデスAMG・SLが「SL」つながりで蒸気機関車(SL)と共に扇形車庫で展示された。

2022年12月9日 - 12月20日
- JR四国キハ185系気動車（復刻国鉄色）（キハ185-17・キハ185-18）

2022年12月20日 - 12月26日
- JR西日本DEC741形気動車（DEC741-1・DEC741-101）

2022年12月28日 - 2023年1月5日
- 117系電車（クロ116-7016・モハ116-7032・モハ117-7032・クロ117-7016）
  - 「WEST EXPRESS 銀河」車両。3度目の展示となる。

2023年2月23日 - 3月5日
- JR東海キハ85系気動車（キハ85-3・キハ85-12）
- JR東海HC85系気動車（クモハ85-205・クモハ85-105）
  - 運用中のJR東海所有車両としては初の展示となる。展示初日には同社主催のさわやかウォーキングを東海道新幹線京都駅より開催。
  - 展示後、キハ85系は北近畿タンゴ鉄道へと回送された。

2023年3月19日 - 3月21日
- キハ48形気動車「花嫁のれん」（キハ48-4・キハ48-1004）
  - 後藤総合車両所で検査完了後、所属の金沢総合車両所富山支所への回送を利用して展示。

2023年4月13日 - 4月18日
- 113系電車4両(クハ111-5703・モハ113-5716・モハ112-5716・クハ111-5753)
  - 4/1にて運用を終了した吹田総合車両所京都支所所属113系C5編成を特別展示

2023年5月25日 - 6月27日
- カニ24 12
  - 引込線特別展示の無い時に常時展示されていたが、老朽化などの理由により展示を終了するため特別展示された。
  - 5月25日 - 6月13日の間はマイテ49形客車2号車を隣に展示した。

2023年6月29日 - 7月11日
- JR四国キハ185系気動車(キロハ186-2)
  - 「ゆうゆうアンパンマンカー」車両。

2023年7月29日
- 117形電車1号車
  - 営業中にも展示されたことがあったが、本博物館の収蔵品となったため記念式典を行った。以降、常時展示中。

2023年10月19日 - 11月5日
- JR貨物EF210形電気機関車（EF210-309）
- JR貨物EF66形電気機関車（EF66-121）
- JR貨物コキ107系貨車（コキ107-457）
- ヨ8000形貨車（ヨ8450）
  - コキ107には20D形コンテナ・20G形コンテナを各1個積載。

2023年11月7日
- 117形電車1号車
  - 117系電車が2023年7月に収蔵されたことを記念し、11月7日に記念イベントを行った。

2024年1月11日 - 2月4日
- C62形蒸気機関車（C62 1）
- マイテ49形客車（マイテ49 2）
  - アニメ『銀河鉄道999』シリーズとのコラボで展示される。C62には999の作中の装飾が施される。

2024年2月22日 - 26日
- キハ120形気動車（お茶の京トレイン）
- KTR801形気動車（海の京トレイン）
- 223系電車（森の京都QRトレイン）
  - キハ120形の展示は初となり、223系は扇形車庫エリア付近で展示された。

2024年5月16日 - 21日
- 113系電車2両（5300番台）
  - 2024年度で廃車となる福知山電車区所属113系S編成を特別展示。
  - 運転台見学＆グッズ付き入館券が発売された。

2024年6月8日 - 11日
- 521系電車2両（0番台・クハ520-4・クモハ521-4）
  - 湖西線50周年を記念して特別展示。

2024年6月27日 - 7月2日
- オハ12形（スハフ12形155号車・オハ12形346号車・オハ12形341号車）
  - 2024年夏季に廃車される12系客車3両を特別展示。

2024年7月12日 - 16日
- HOT7000系3両
  - 智頭急行開業30周年記念して特別展示。
  - スーパーはくとコナン号（HOT7004・HOT7055・HOT7014）

2024年8月20日 - 22日
- キハ40系「SAKU美SAKU楽」（キハ40 2049）。

2024年8月30日 - 9月3日
- キハ189系「はなあかり」3両（キロ189-7005・キロ188-7005・キロ189-8005）。
  - 2024年10月より運転開始前に特別展示された。

2024年9月12日 - 9月24日
- JR貨物EF65形電気機関車（EF65-2070）
- JR貨物コキ107系貨車（コキ107-110）
- ヨ8000形貨車（ヨ8891）
  - 当初はEF510形電気機関車を展示する予定だったが、諸事情で変更となった。コキ107にはU54A―38294(西濃運輸株式会社)・UR19A―12355(ネスレ日本株式会社）UF44A―38074(ブルボン株式会社） のコンテナを搭載。

2024年10月29日 - 11月25日
- 近江鉄道100形（モハ102・モハ1102）
  - 近江鉄道開業128年を迎え、2024年度より公有民営方式による上下分離に移行した近江鉄道の車両を特別展示。尚、近江鉄道の車両の展示は初めてとなる。車内の公開では、客室内に設置された甲種輸送に必要な機器（空気ダメや配管類）がそのままの状態で展示。

2024年12月12日 - 12月17日
- 381系3両（クモハ381-502・モハ38081・クロ381-134）
- クモヤ145形（クモヤ145-1105）
  - 2024年度で引退する381系を特別展示。尚、国鉄形特急車両を特別展示するのは最初で最後となる。
  - クロ381-134の前面から側面半分にかけて「スーパーくろしお」塗色がラッピングで再現された。

2025年3月20日 - 3月23日
- 14系「サロンカーなにわ」2両（スロフ14形704 号車+オロ14 形708号車）
  - マイテ49 2の横で特別展示。

2025年5月16日 - 5月22日
- 201系 (クハ200形91号車+クハ201形91号車+モハ200形193号車+モハ201形193 号車) 
  - 2025年3月15日改正で定期運用を終了した201系を特別展示。
  - 5月17日より、塗装をこれ迄の線区で活躍した塗装をカラフルにして展示された。

2025年6月19日 - 6月22日
- 227系(0番台) (クモハ227形74号車+クモハ226形74号車S10編成)
  - 広島駅新駅ビル(minamoa)開業と、227系電車デビュー10周年を記念して特別展示。

2025年9月18日 - 9月23日
- キハ47形「かわせみ やませみ」
  - 熊本デスティネーションキャンペーン2026・プレキャンペーンに合わせて特別展示。
  - JR九州の車両は初展示となる。

### 本館2階
ATS・ATC体験
本館2階には ATSやATCを体験できるレイアウトが設置されている。この周囲にはモニター付きの運転台が6台設置されており、先着順で運転体験をすることができる。
車両は車載カメラが搭載された、Oゲージサイズだが外観が多少ディフォルメされた新幹線（3両編成）が2編成（500系、N700系）と在来線（2両編成）が4編成（225系、321系、683系、キハ120形）ある。
225系が走行する線路の運転台脇には、信号制御盤が設置されており、駅部分の分岐器や信号機と連動している。
また、子供のみだが下をくぐってレイアウトを内側から見学することもできる。
運転シミュレーター
在来線用が6台・新幹線用が2台設置されている。
開館当初から2022年5月31日までは、体験には抽選に参加する必要があった。抽選整理券は運転シミュレーターコーナーにある抽選整理券発行所にて入館券を提示することで発行され、当選発表は同じフロアの「列車に乗ろう」コーナーで行われている。抽選参加にあたり、在来線・新幹線を選ぶことは出来なかった。
2022年6月2日より、体験は抽選制から有料制（100円）に変更され、体験には事前に「アソビュー！」または「セブンチケット」で事前に購入する必要がある。
在来線用のシミュレーターは223系の運転台がモデルであり、実際の乗務員訓練用に製作された路線が運転できる。新幹線用のシミュレーターはN700系7000番台がモデルであり、こちらはCGで再現された山陽新幹線（姫路 - 新尾道間）の一部区間が運転できる。なお、在来線用・新幹線用いずれも運転する区間はランダムである。また、新幹線のみであるが、駅から出発するか、途中区間から出発するかをスタート時に選択できるようになっている。
CTC表示板
山陽新幹線（新神戸 - 小倉間）のCTC表示板が設置されており、実物同様に動作している（実際のダイヤとは連動していない）。
表示板の前にはモニターが数台設置されており、二択のクイズに答えながら司令員の仕事を体感できる。
また、同じコーナーには交通科学博物館に展示されていた奈良線（木津 - 京都間）のCTC表示板も移設されており、時刻表やダイヤグラムに関する展示も行われている。
ジオラマコーナー
約300平方メートルの広さを持つ日本最大級を誇るHOゲージの鉄道ジオラマ。JR西日本の自社車両にとどまらず、JR東日本・JR貨物・近畿日本鉄道・阪急電鉄・京阪電気鉄道・南海電気鉄道・名古屋鉄道・智頭急行など他社の車両や国鉄時代の車両も配置・運転されている。ただし、一部の列車は実物の編成とは異なっている場合がある。
キッズコーナー
株式会社タカラトミーの協力により設置されている、子供向けのプレイコーナー。カーペット敷のエリアでプラレールで自由に遊ぶことが出来る。コーナー中央には、巨大なW7系プラレールの先頭部分が設置されている。
列車に乗ろう
内部の仕組みが見えるようにスケルトン化された自動改札機にきっぷを通す体験や、みどりの窓口に設置されている係員用きっぷ発券端末「マルス」の模擬操作体験、列車の発車時刻や行先を案内する「発車標」の操作体験が出来るコーナーや、駅係員や乗務員の仮眠室に設置されている「自動起床装置」の実物の展示などがある。
また、列車の座席設備などの発展の歴史を展示するコーナーでは、700系7000番台「ひかりレールスター」のコンパートメントや、W7系グランクラス座席が展示されている。
企画展示室
時期により様々な企画展が開催される。
レストラン
鉄道にちなんだメニューを始め様々なメニューが提供されている。また、窓からは東海道新幹線やJR京都線、嵯峨野線を行き交う様々な列車を眺めながら食事を楽しむことが出来る。
なお、当館のレストランは飲食物の持ち込みが可能である。
この他にも、近畿圏各私鉄の説明や切符発券体験、鉄道に関連した文学やレコードなどを紹介する展示があり、鉄道紀行作家として有名だった内田百閒と宮脇俊三を紹介する展示もある。

### 本館3階
スカイテラス
南側の屋上に設置された展望スペースで、京都らしい風景（東寺、伏見桃山城、京都タワー、清水寺、比叡山、愛宕山など）やJRの在来線および東海道新幹線が一望できる。ここには業務で実際に使われている運行情報表示装置 (TID) が設置されており、モニターに表示される京都 - 西大路間および京都 - 丹波口間の在来線全列車の位置情報と実車とを見比べて、リアルタイムの運行状況を観察できるようになっている。
図書資料室
鉄道関連の書籍や、最新号の鉄道ファン・鉄道ジャーナル・鉄道ダイヤ情報など鉄道雑誌が閲覧可能。また、閉架書庫には過去の市販の大型時刻表なども保管されており、係員に申し出ることでそれらも閲覧可能である。
平日は利用予約が必要。土日祝日は予約無しで利用可能。なお、資料室内には荷物の持ち込みが禁止されているため、室内入ってすぐにあるコインロッカー（コイン返却式）に荷物を預ける必要がある。
ホール
多目的スペース。主に小学校の社会見学などによる団体客が休憩や昼食を摂る際に使用する。週末など来館者が多い日には、一般客にも休憩スペースとして開放されることがある。

## その他の展示内容（保存車両以外）

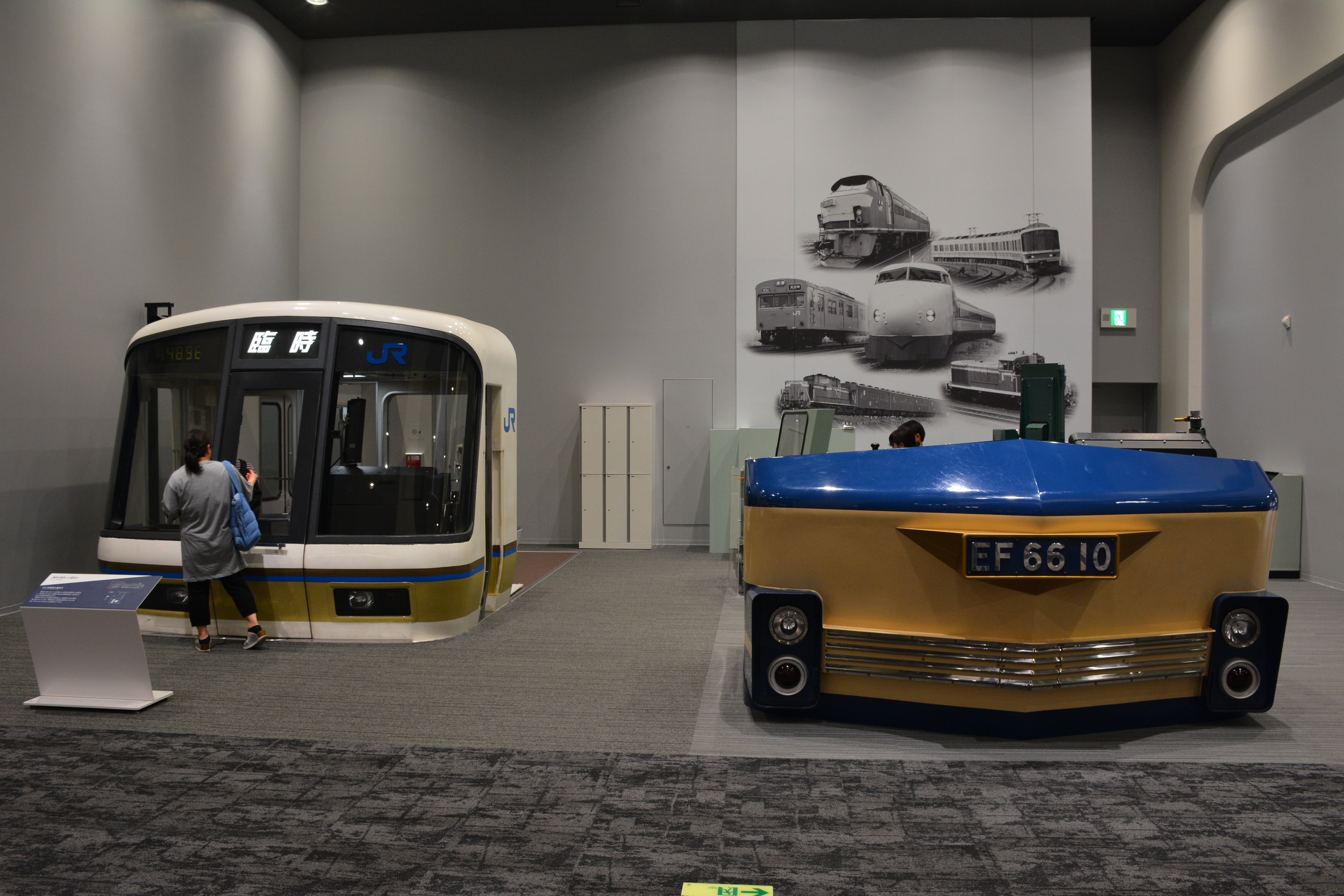
221系モックアップとEF66形カットモデル

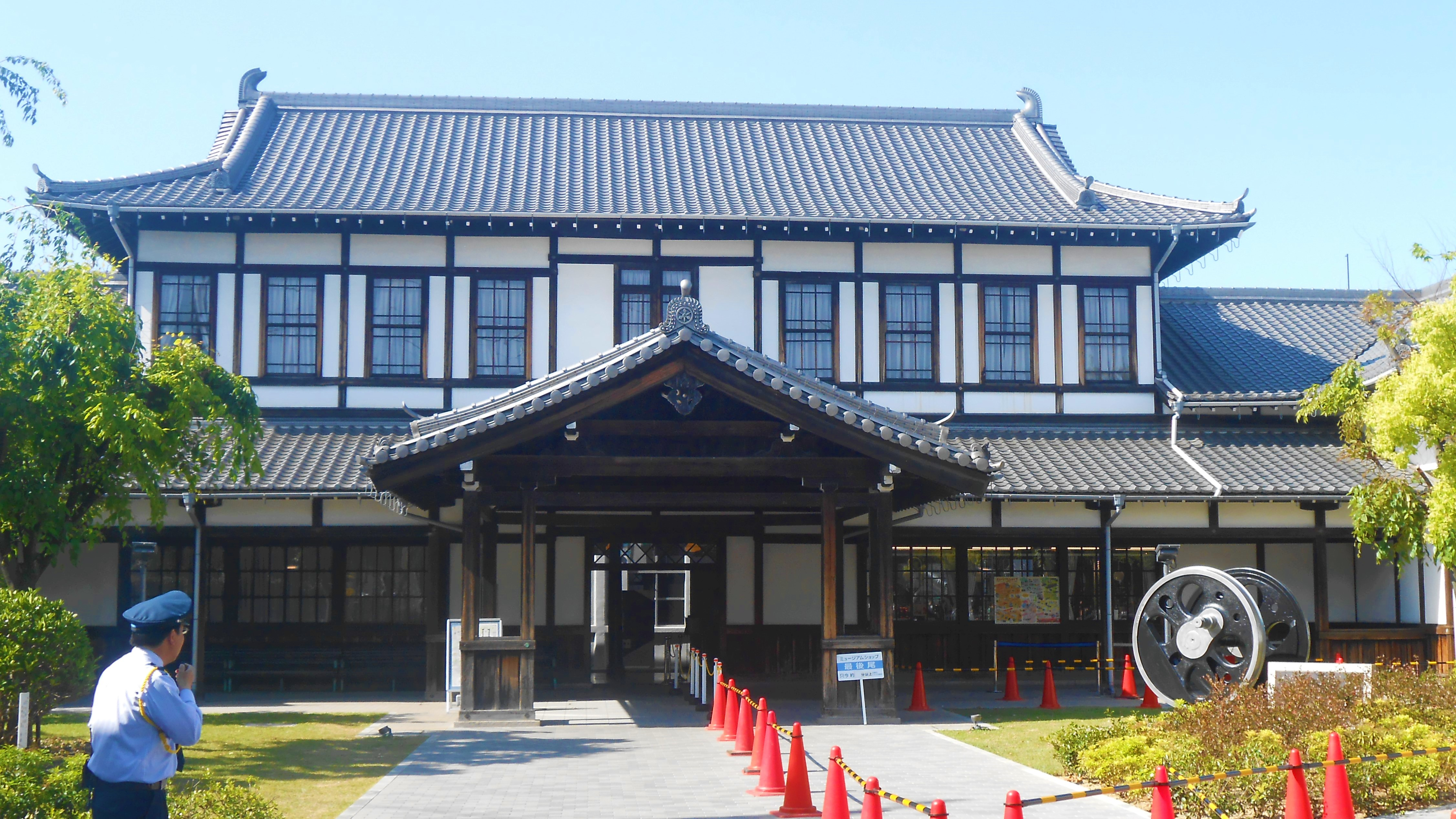
旧二条駅舎とC57形蒸気機関車の動輪

- オハフ50形客車68号車

休憩室として利用されている50系客車の緩急車。梅小路蒸気機関車館時代から扇形車庫脇に展示されている。
塗装や座席は原形のままであるが、車内に家庭用エアコンが設置され、裏側に配管と室外機が設置されている。トイレは使用不可。
- 151系特急形電車 クハ151形（先頭部モックアップ）

交通科学博物館から移設された実物大カットモデルのモックアップ。下記のクモハ100形と共に1962年の交通科学博物館開館時から設置。
ヘッドマークは基本的に「こだま」（文字のみ）を表示するが、「はと」（文字のみ）や「つばめ」（文字のみ）が表示されたこともある。
- 101系通勤形電車 クモハ100形（先頭部モックアップ）

交通科学博物館から移設された、車体構造がわかるように一部の骨組みが露出した構造の実物大モックアップで、前述の151系モックアップと背中合わせになる形で配置されている。
車内に運転機器の一部とそれに連動した制御装置、ドア開閉スイッチが設置してあり、実際に操作することができる。前面の方向幕は白地に黒文字で「大阪環状線」と表示されている。
- 912形ディーゼル機関車64号機 （先頭ボンネット部分のカットモデル）

東海道新幹線工事用車両の牽引と、開業後の補修車両牽引用にDD13形629号機を標準軌化改造した車両で自動連結器の他に先頭部のU字型フレームに新幹線電車と同じ密着連結器を装備している。
京都鉄道博物館では先頭ボンネット部分のカットモデルとしてEF66の隣に設置されている。
- 221系近郊形電車 クハ221形（先頭部モックアップ）

交通科学博物館では鉄道運転シミュレータとして使用されていた実物大モックアップ。
京都鉄道博物館への移設に際し、運転シミュレータとしての機能はすべて撤去され、マイクによる車内アナウンス体験や、車内非常ボタンの体験コーナーとして活用されている。これに伴い客室部分を増設、車掌台側の乗務員室扉は撤去され、車内片側に乗降扉・戸袋窓・座席が設置されている。方向幕の表示は基本的に前面が「臨時」、側面が「京都」となっているが、前面については2020年9月の新快速50周年イベント以降「新快速」に変わっている。
- EF66形電気機関車10号機 （先頭ボンネット部分のみのカットモデル）

京都鉄道博物館開館時に追加された機材であり、車体は運転席部分のみで前面窓や屋根が一切ない構造となっている。
他にもDD51形ディーゼル機関車・DE10形ディーゼル機関車・0系新幹線の運転席部分が展示されている。
- 19D形コンテナ 28901番（50周年記念コンテナ）

本館2階に扉を全開にして積み荷が見える状態で展示されている。このコンテナは実際に鉄道貨物輸送で使用されていたものではなく、開館に当たって総合車両製作所で展示用として特別に製作されたものである。
- 大阪駅時鐘

鉄道記念物。メインスペース1階に展示されている。鐘の前に人が立つと鐘の音色が流れる仕掛けとなっている。
- C11形蒸気機関車324号機 （運転台部分のみのカットモデル）

旧二条駅舎内に保存。梅小路蒸気機関車館時代より展示。元は京都府田辺町で保存されていた車両だが、運転台や動輪（京田辺駅前に保存）を残して解体された。

## キャラクター
ツバメをモチーフとした公式キャラクター「ウメテツ」と蒸気機関車230形233号機をモチーフとした公式サブキャラクター「えすまる」が設定されており、ウメテツは着ぐるみも用意されている。この着ぐるみは2021年ごろから本館にあるクハ489-1車内に飾られていることがある。

## 利用案内

### 入館料金
| 区分            | 個人    | 団体    | 障害者 |
| 一般            | 1,500円 | 1,200円 | 750円  |
| 大学生・高校生  | 1,300円 | 1,040円 | 650円  |
| 中学生・小学生  | 500円   | 400円   | 250円  |
| 幼児（3歳以上） | 200円   | 200円   | 100円  |

- 障害者手帳（身体障害者手帳・療育手帳・精神障害者保健福祉手帳・被爆者手帳・戦傷病者手帳）所持者は一般の半額
- 団体割引は20名以上から適用。
- 西日本旅客鉄道の株主優待の入館割引券券所有者は2名まで半額[20]
- 以下のものを提示した場合は入館料が1割引となる
  - 「ザ・キューブクラブカード」「ポルタクラブカード」「JRエムアイカード」「J-WESTカード（各種）」（一般、大学生・高校生のみ）
  - 京都市交通局の入館日当日有効の各種フリーきっぷ（京都観光一日/二日乗車券、市バス・京都バス1日乗車券カードなど　幼児は対象外）、2021年9月30日をもって提示割引の取り扱いを終了
  - 関西1デイパス（入館日当日有効のもの）
  - 京都水族館の入館券（入館日から1か月以内）、あわせて京都鉄道博物館の入館券で京都水族館の入館料が割引となる
  - ジオラマ・京都・JAPANの入館券（入館日から1か月以内）、あわせて京都鉄道博物館の入館券でジオラマ・京都・JAPANの入館料が割引となる
  - 東映太秦映画村の入村券（入村日から1か月以内）、あわせて京都鉄道博物館の入館券で東映太秦映画村の入村料が割引となる
  - ベネフィット・ワン、リロクラブ（いずれも福利厚生サービス）の会員証やクーポン
  - 長岡京駅西駐車場、イオンモール京都桂川駐車場の駐車券（来館日当日のもの）
- 京都水族館、京都タワー、京阪京都交通それぞれとの割引セット券が発売されている。ただし京阪京都交通とのセット券は、京都駅前バスチケットセンター、桂駅東口バス案内所、桂川駅前バス案内所でのみの発売（京都水族館とのセット券は、後述のセブンイレブンや電子チケットでも購入できる）。
- 前売り券は、JR西日本のみどりの窓口、セブン-イレブン（マルチコピー機設置店舗のみ）、Passme!るるぶレジャーチケット（電子チケット）で購入が可能。

### 開館時間·休館日
- 開館時間
  - 10時 - 17時30分（入館時間は17時まで）
  - GWやお盆前後は早期開館および延長営業を実施する場合がある。
- 休館日は毎週水曜日および年末年始
  - ただし水曜日でも祝日（年末年始を除く）および春休み・夏休み期間中は開館。
  - 荒天時などの場合には臨時休館することがある。

## アクセス
- 梅小路京都西駅から徒歩約2分
- 京都駅烏丸中央口から徒歩約15分
- 京都市営バス「梅小路公園・京都鉄道博物館前」バス停から徒歩すぐ
- 京都市営バス・京阪京都交通「梅小路公園・JR梅小路京都西駅前」バス停から徒歩約5分